# 南海天王寺支線
天王寺支線（てんのうじしせん）は、大阪府大阪市西成区にある南海本線の天下茶屋駅から分岐し、同市天王寺区にある天王寺駅までを結んでいた南海電気鉄道の鉄道路線。このうち天下茶屋駅 - 今池町駅間が1984年に廃止され、残る区間も1993年に廃止された。

## 概要
1900年に南海電気鉄道の前身にあたる南海鉄道が大阪鉄道 (初代)との相互乗り入れを目的に天下茶屋駅 - 天王寺駅間を開通させたものである。1895年に天王寺駅 - 大阪駅間（現在の大阪環状線の東半分）が大阪鉄道によって開通すると、大阪市街の南端に頭端式の難波駅を構える南海は、当時、次駅だった天下茶屋駅から天王寺支線を分岐させて、大阪市街の北端に位置する大阪駅への乗り入れを可能にした。天王寺支線の開業後は住吉駅（現在の粉浜駅 - 住吉大社駅間にあった。1917年廃止） - 大阪駅間直通の旅客列車や貨物列車が運行された。なお、天王寺支線開業前の1900年6月に大阪鉄道は関西鉄道に譲渡され、1907年に国有化された。
戦後も南海と国鉄の接続路線として重要な線区であったが、1961年に国鉄大阪環状線が開業した後、1964年に南海本線との交差付近へ新今宮駅が設置され、次いで1966年に南海も同所に新今宮駅を開業させ国鉄との連絡が可能になると天王寺支線の利用者は激減した。貨物列車の中継線としての役割も1977年の貨物営業廃止によって終わった。
その後、天下茶屋駅付近の高架化に際して全線廃止が検討されるものの、地元の要望を受け、1984年に天下茶屋駅 - 今池町駅間を部分廃止し、残る今池町駅 - 天王寺駅間で暫定的に運行を継続することとなった。この際に全線で単線化され、地元対策として飛田本通駅が中間に新設された。
部分廃止後は他の南海の路線と直接接続しない孤立路線となったが、今池町駅と南海本線萩ノ茶屋駅間で乗り継ぐ際、運賃を通算する制度を設けた。この際、天王寺支線内のみ乗車する旅客からは天王寺駅にて運賃を現金で収受することになり、天王寺駅から萩ノ茶屋駅を介して南海他路線へ向かう旅客に対してのみ乗車券を発売するようになった。
1993年に残存区間が廃止され、全線廃線となった。なお同年には、天王寺支線の1984年廃止区間の用地を活用する形で大阪市営地下鉄堺筋線の動物園前駅 - 天下茶屋駅間が延伸開業しているが、複線トンネルを建設するには空間が不足していたため、この区間は上下2層式トンネルとなっている。
なお、線路には駅周辺以外バラストが敷かれていなかった。

### 路線データ
- 路線距離（営業キロ）：天下茶屋駅 - 天王寺駅間 2.4 km
- 軌間：1,067 mm
- 駅数：6駅（起終点駅および、路線廃止以前に廃止された2駅、部分廃止後に新設された飛田本通駅を含む）
- 複線区間：全線複線（天下茶屋 - 今池町間廃止以後は単線）
- 電化区間：全線電化（直流1,500 V）

## 運行形態
かつては本線からの直通列車が数多く運行され、貨物列車のみならず、旅客列車も天王寺駅に乗り入れて来ていた。
1984年11月18日の部分廃止前は、2両編成で走れる一般車ならほぼ全形式が当線で運行されていた。部分廃止直前時点では1521系や7000系未更新車の2両編成で運行されていたが、車両運用上、冷房車の7100系もまれに運行されていた。
運行区間は天王寺 - 天下茶屋間の線内運転が基本だが、早朝・深夜には出入庫のため南海本線直通の住ノ江駅発着列車があった。部分廃止後は1521系の単行（1両）運転での往復運転となった。この時、天王寺支線に閉じ込められたのは1524と1526の2両で、路線廃止後に運び出された。
1965年の時刻表によると、10 - 15分間隔の運行形態（この他に貨物列車も設定）をとっており、部分廃止後の1988年では15 - 20分間隔の運転となっていた。
なお、『鉄道要覧』による起点は天下茶屋駅だったが、列車運行および旅客案内、列車番号の設定においては、天王寺駅から天下茶屋駅へ向かう列車が下りで列車番号が奇数、逆方向が上りで列車番号が偶数となっていた。

## 歴史
ここでいう徒歩連絡は、同一事業者の駅同士ながら離れており、改札を出て徒歩で乗り換えを要する駅間のもの。別事業者の駅である時期と実態は変わっていない場合もある。 
- 1900年（明治33年）
  - 1月6日：天王寺支線 天下茶屋駅 - 天王寺駅間2.4kmが着工。
  - 10月26日：天下茶屋駅 - 天王寺駅間2.4km開業[2]（単線）。
- 1901年（明治34年）10月5日：南海線 住吉駅 - 天下茶屋駅間と関西鉄道 天王寺駅 - 大阪駅間との直通運転を開始[3]。
- 1907年（明治40年）11月11日：天下茶屋駅 - 天王寺駅間が電化され、電車併用運転を開始[4]。
- 1908年（明治41年）3月1日：曳舟駅開業[5]。
- 1931年（昭和6年）8月20日：天下茶屋駅 - 天王寺駅間が複線化[6]。大門通駅が開業[7]。
- 1933年（昭和8年）2月16日：城東線の電化に伴い、直通運転を増発。
- 1940年（昭和15年）12月1日： 阪和電気鉄道が南海鉄道に合併したため、同一会社での運営となった南海山手線南海天王寺駅との徒歩連絡を開始。ただし山手線と天王寺支線とは別改札で、天王寺支線は国鉄との共同使用駅状態を継続したため、天王寺支線側の駅名は冠名のない天王寺駅のままで変更せず。
- 1944年（昭和19年）
  - 5月1日：南海山手線が国有化され、国鉄阪和線となったことにより、山手線南海天王寺駅は天王寺駅に統合され、山手線南海天王寺駅との徒歩連絡を解消し、阪和線と連絡運輸を開始する。
  - 6月1日：会社合併により、近畿日本鉄道の路線となる（天王寺営業局近くに位置する天王寺駅に乗り入れているものの、南海本線の支線であったため、本路線は天王寺営業局ではなく難波営業局の管轄であった。また、天王寺駅前にある南大阪線の大阪阿部野橋駅とは徒歩連絡となった）。
- 1945年（昭和20年）3月14日：大阪大空襲により、曳舟駅および大門通駅が焼失。
- 1947年（昭和22年）6月1日：路線譲渡により南海電気鉄道の路線となる。天王寺駅と大阪阿部野橋駅との徒歩連絡は互いの駅が別会社となったため解消。
- 1949年（昭和24年）6月21日：天下茶屋駅 - 天王寺駅間の曳舟駅、大門通駅を廃止統合し、今池町駅が開業[7]。
- 1966年（昭和41年）12月1日：南海本線の今宮戎駅 - 萩ノ茶屋駅間に、国鉄線への乗換駅として新今宮駅が開業し、これ以降天王寺支線の乗客が激減。
- 1972年（昭和47年）
  - 1月10日：天下茶屋駅付近における南海本線の大阪市内連続立体化事業、および都市計画が決定。
  - この間、南海電気鉄道が天下茶屋駅付近における南海本線の大阪市内連続立体化事業に関連し、天王寺支線 天下茶屋駅 - 天王寺駅間2.4kmの廃止の方針を打ち出す。
  - 3月15日：天下茶屋駅付近における南海本線の大阪市内連続立体化事業に関し、南海電気鉄道と地元が天王寺支線 今池町駅 - 天王寺駅間1.2kmについては、合意後10年間運行し、今池町駅 - 天王寺駅間に新駅を1か所設置することで合意。
  - 5月31日：第14次西成暴動を受けて午後7時以降の運行を休止[8]。
- 1973年（昭和48年）10月7日：架線電圧を600Vから1500Vに昇圧[注 1]。
- 1977年（昭和52年）：貨物営業廃止。
- 1984年（昭和59年）　
  - 11月18日：天下茶屋駅 - 今池町駅間1.1kmが廃止[10][11]。今池町駅 - 天王寺駅間が単線化。南海天王寺駅が今池町駅寄りに100m移転し、路線距離が0.1km短縮。今池町駅と南海線（高野線）萩ノ茶屋駅間が徒歩連絡となる。
  - 12月10日：今池町駅 - 天王寺駅間に飛田本通駅が開業[7][11]。飛田本通商店街（現在の動物園前1番街）と平面交差する踏切の東側、旧上り線・天下茶屋方面行き線路跡（複線跡）に開設。なお、1949年に廃止された旧大門通駅はその踏切の西側にあった。
- 1993年（平成5年）
  - 3月31日：さよなら電車を運行[1]。
  - 4月1日：今池町駅 - 天王寺駅間1.2kmが廃止され、全線廃止[7]。

天王寺支線部分廃止前の天王寺駅に停車中の1521系
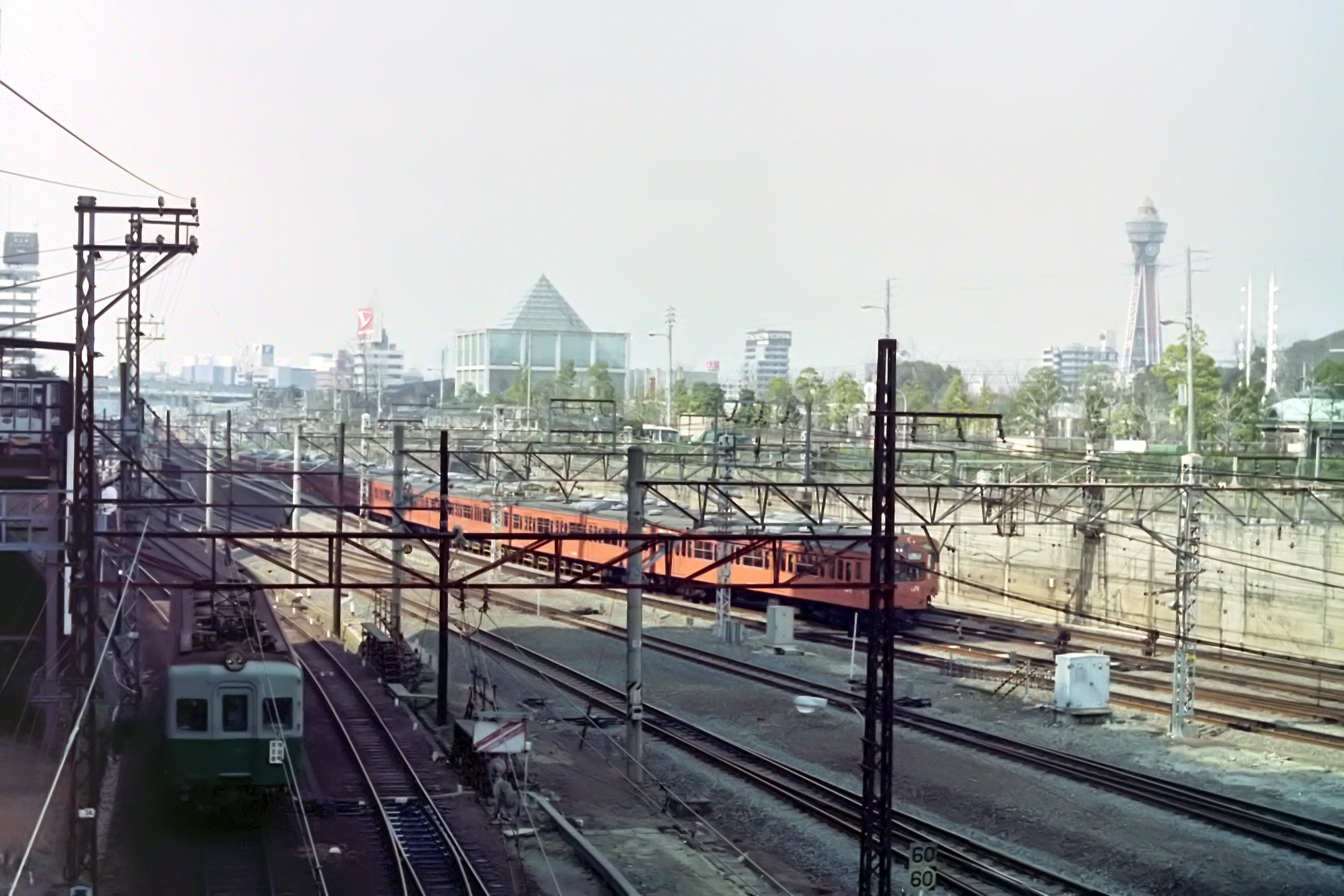
天王寺駅付近（下写真の現役時代）
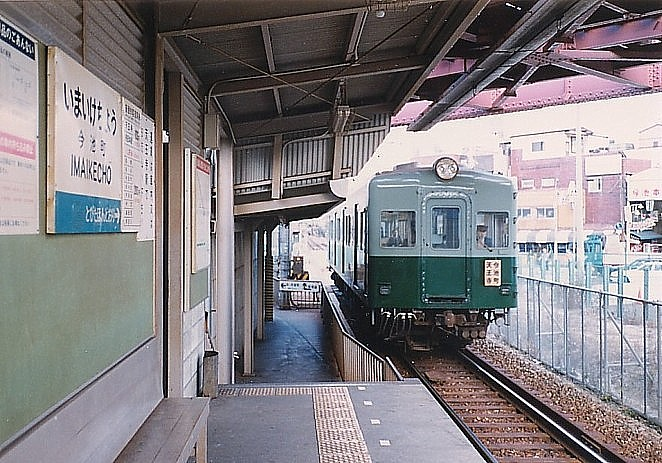
今池町駅に進入する1521系
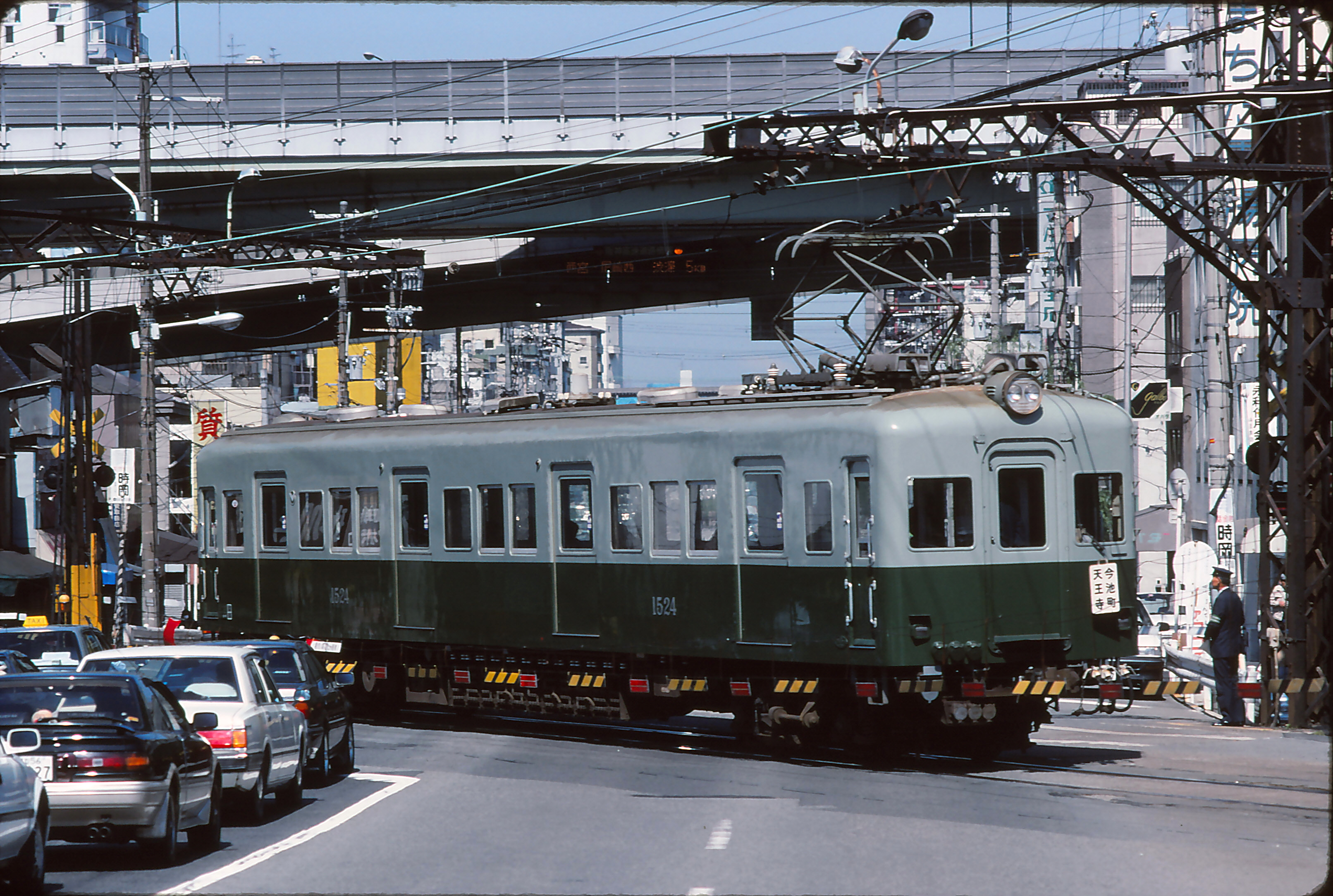
大阪市西成区山王1丁目付近　後方は阪神高速松原線阿倍野入口（1991年）
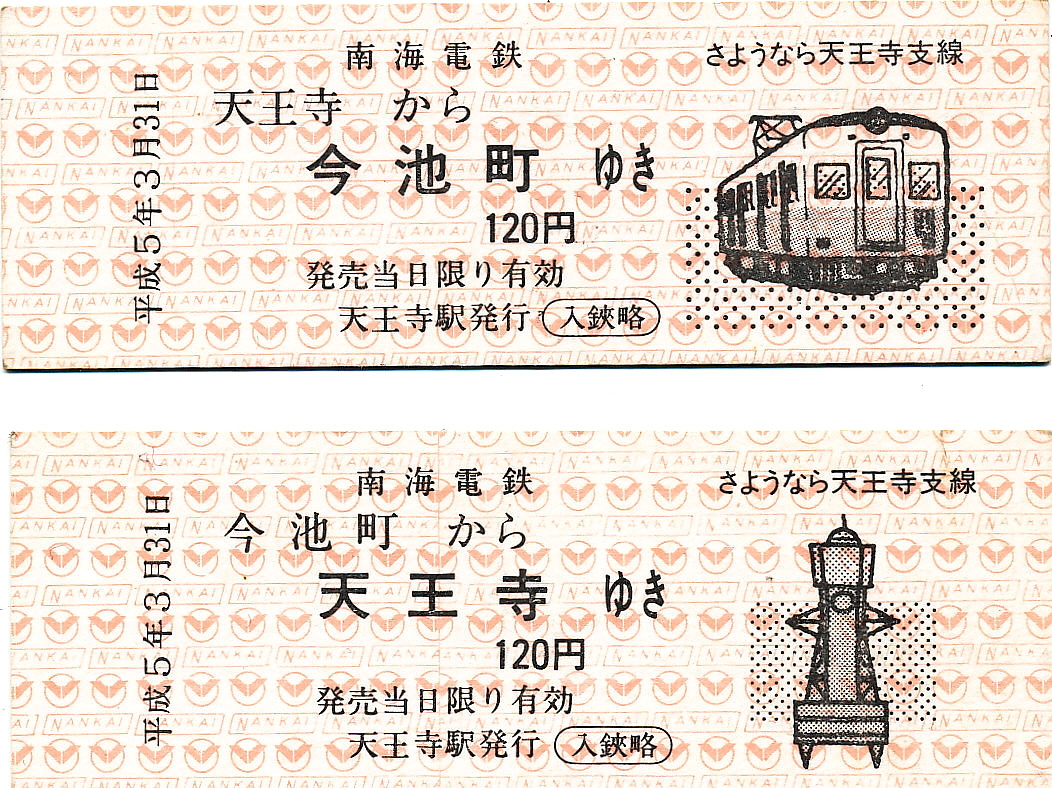
さよなら電車時の切符
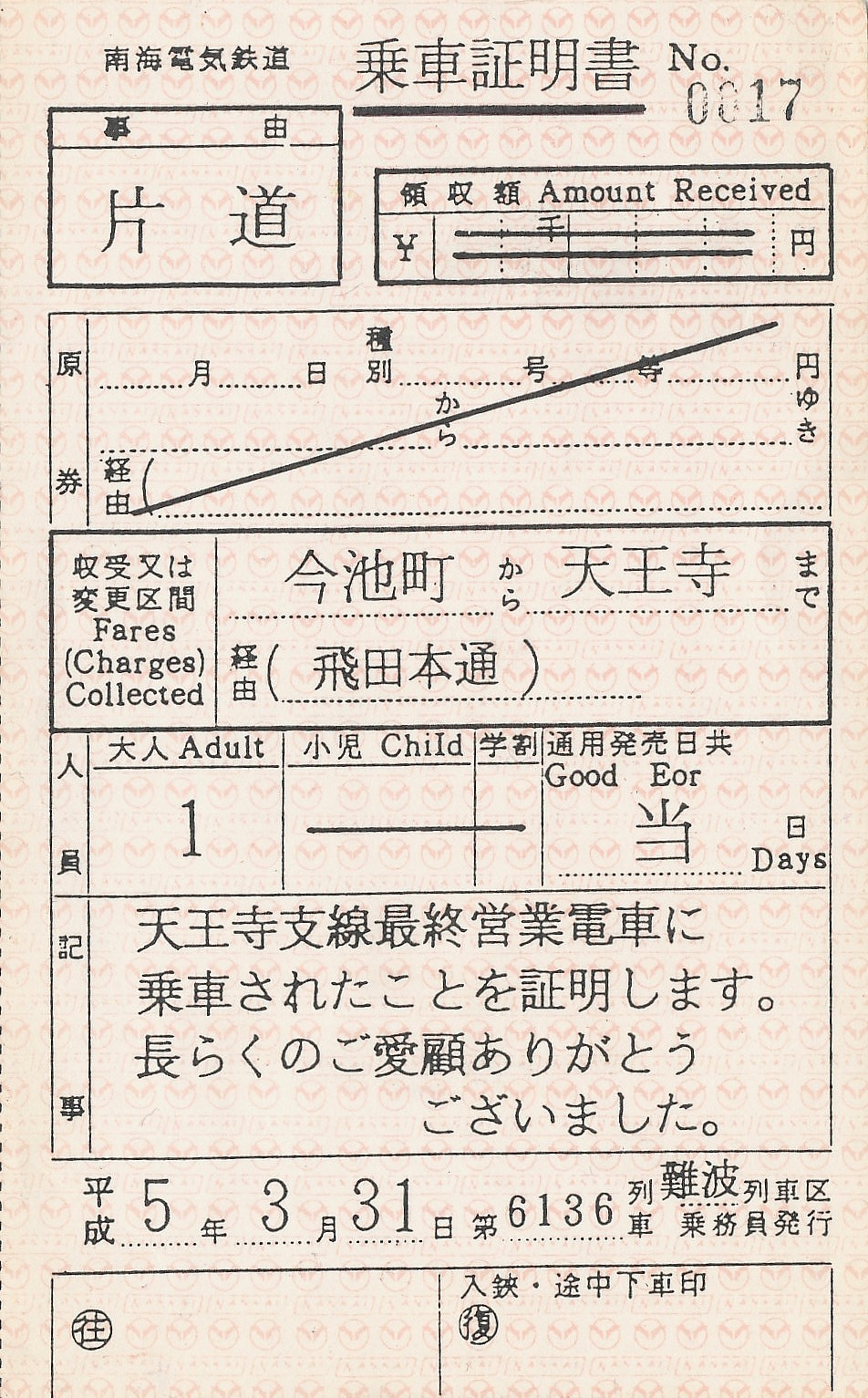
最終営業電車乗車証明書

## 廃線後の状況
ほとんど柵や万能塀により他所からは遮断されているが、駐車場や日中のみ開放の花壇つき遊歩道（山王みどり公園）になっている所もある。ホームレス対策の無料宿泊施設などにも利用されていたが、2018年10月までに撤去され、現在は更地や駐輪場である。部分廃止区間のうち天下茶屋駅寄りにはアパートが建っており、天下茶屋駅付近は道路に転用されている。跡地は現在も南海が所有しているため、跡地の周囲には所々に土地境界標がある。
天王寺駅付近の架線柱や線路は廃線から20年以上も放置されていたが、2014年ごろに撤去され、線路跡はアスファルトで舗装された。しかしながら、廃線まで使われていた標識やレールの一部が現在もそのまま残されており、跡地に並行するJR線の車窓から見ることができる。1984年まで使われていた南海天王寺駅19番線・20番線があった場所には後に商業施設「天王寺ミオ」が建設された。

廃線跡（天下茶屋駅→天王寺駅）
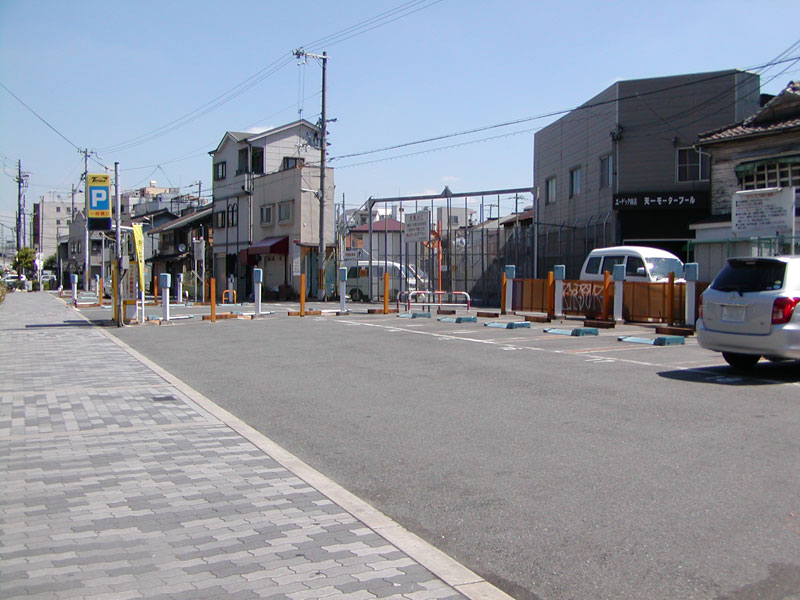
天下茶屋駅付近の廃線跡（2007年8月）
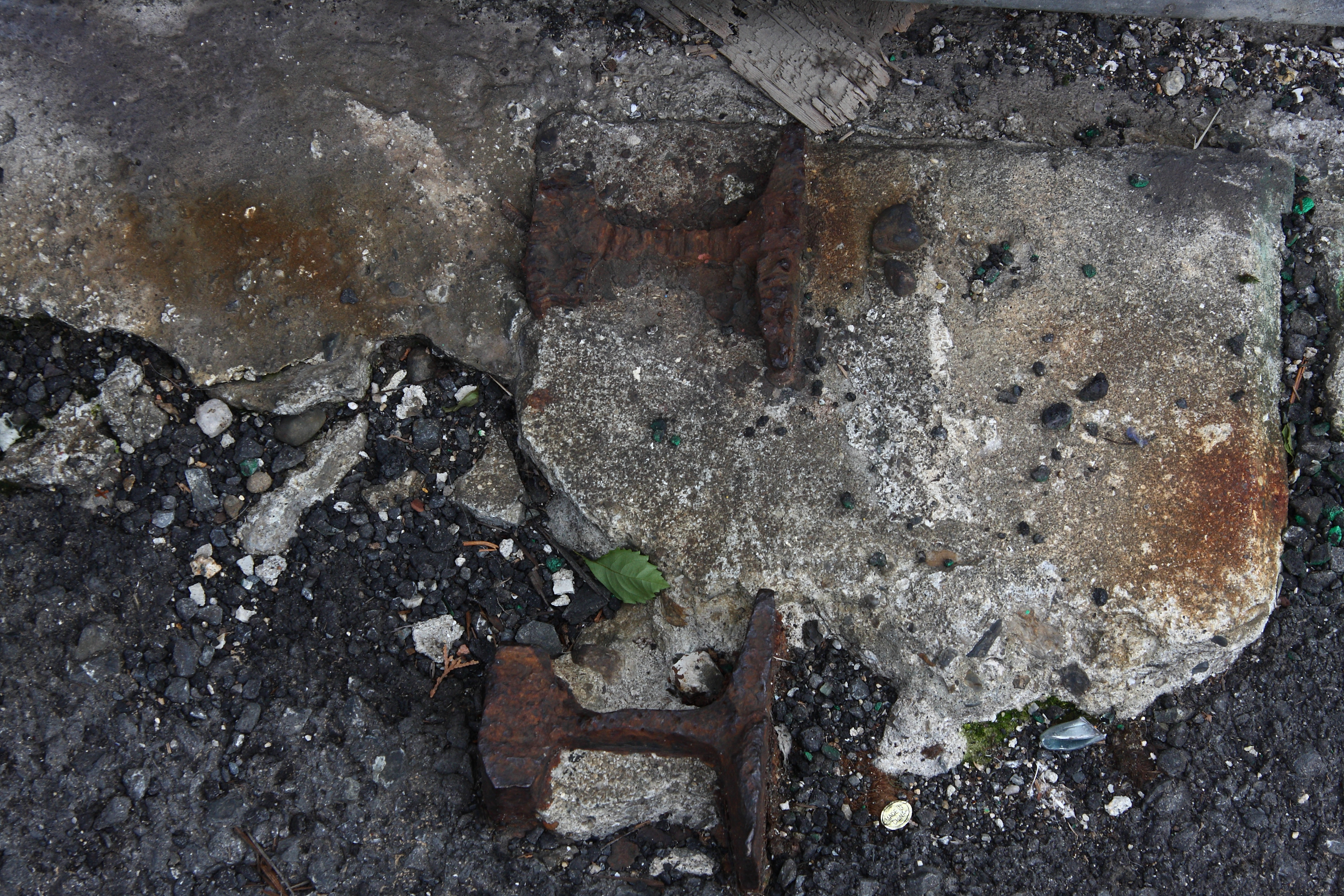
天下茶屋駅付近（2010年）
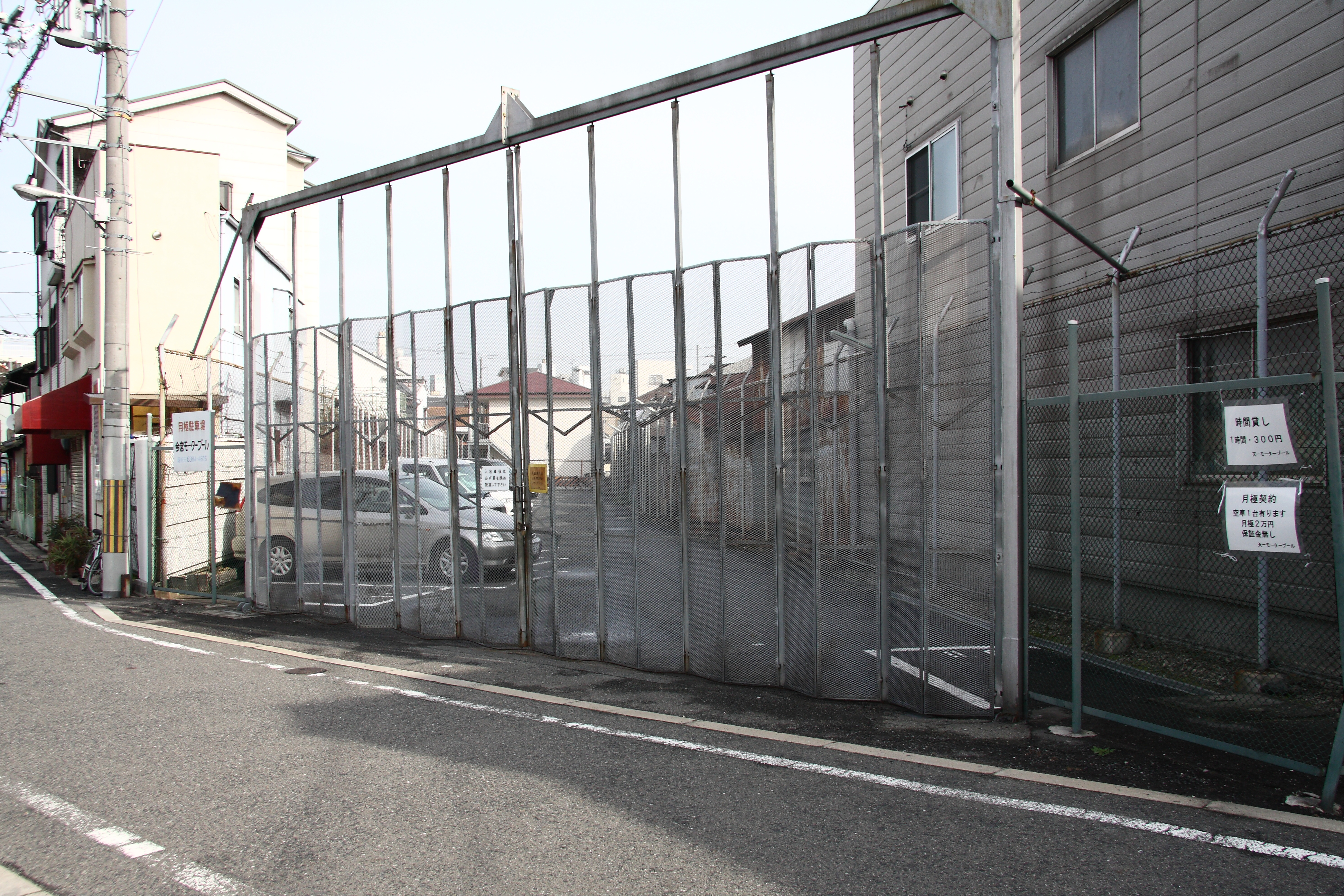
天下茶屋駅付近（2010年）
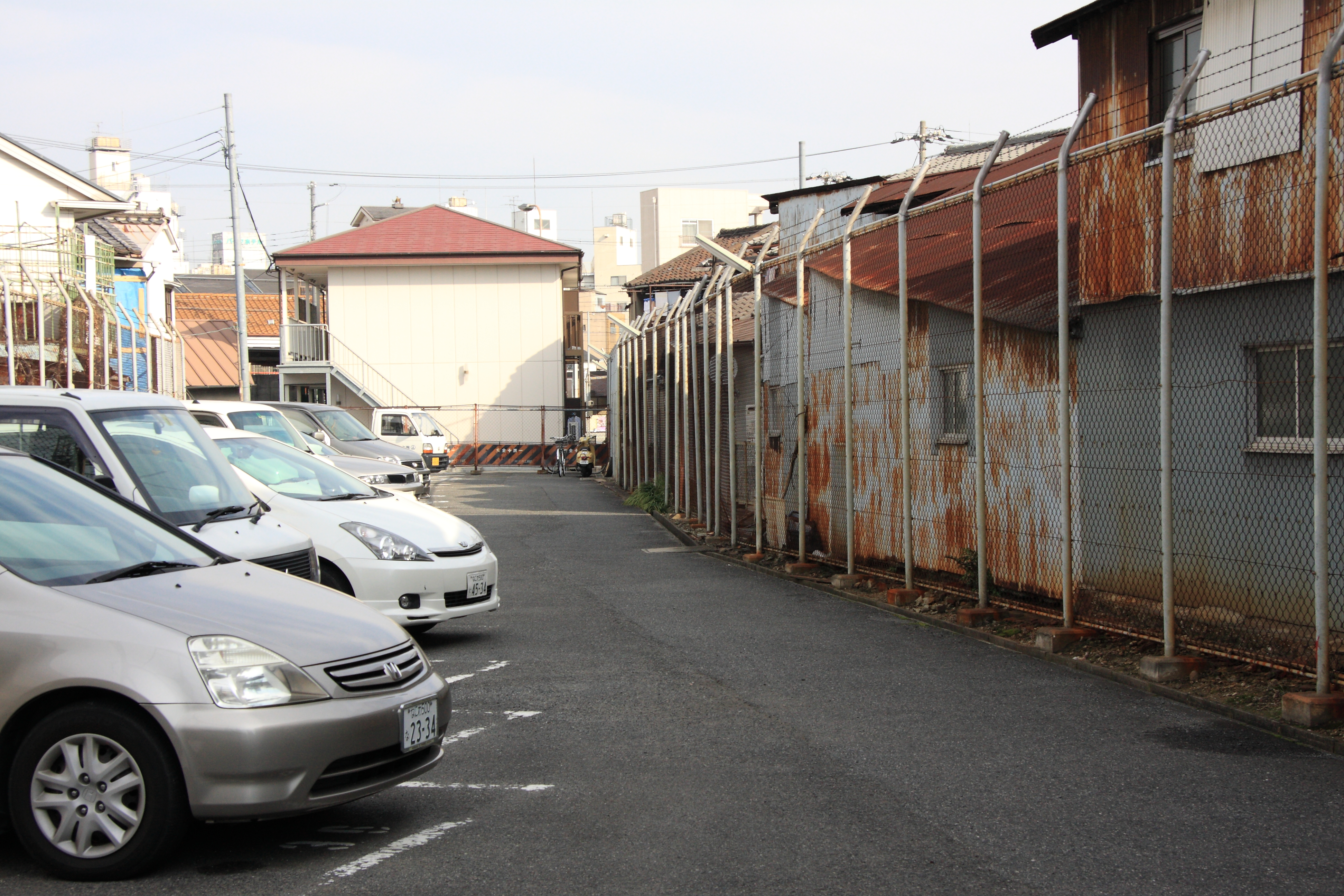
大阪市西成区天下茶屋1丁目付近（2010年）
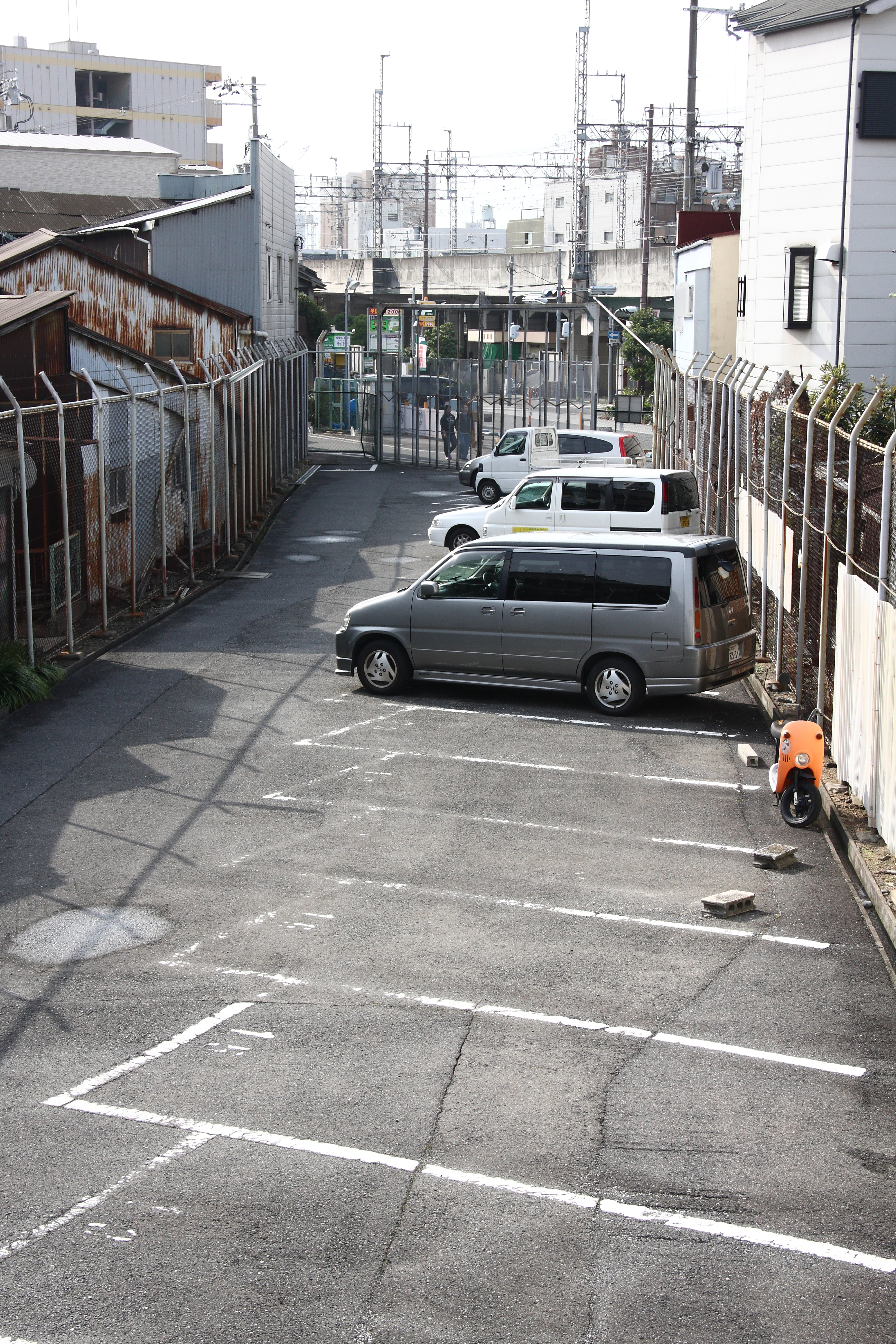
大阪市西成区天下茶屋1丁目付近（2010年）
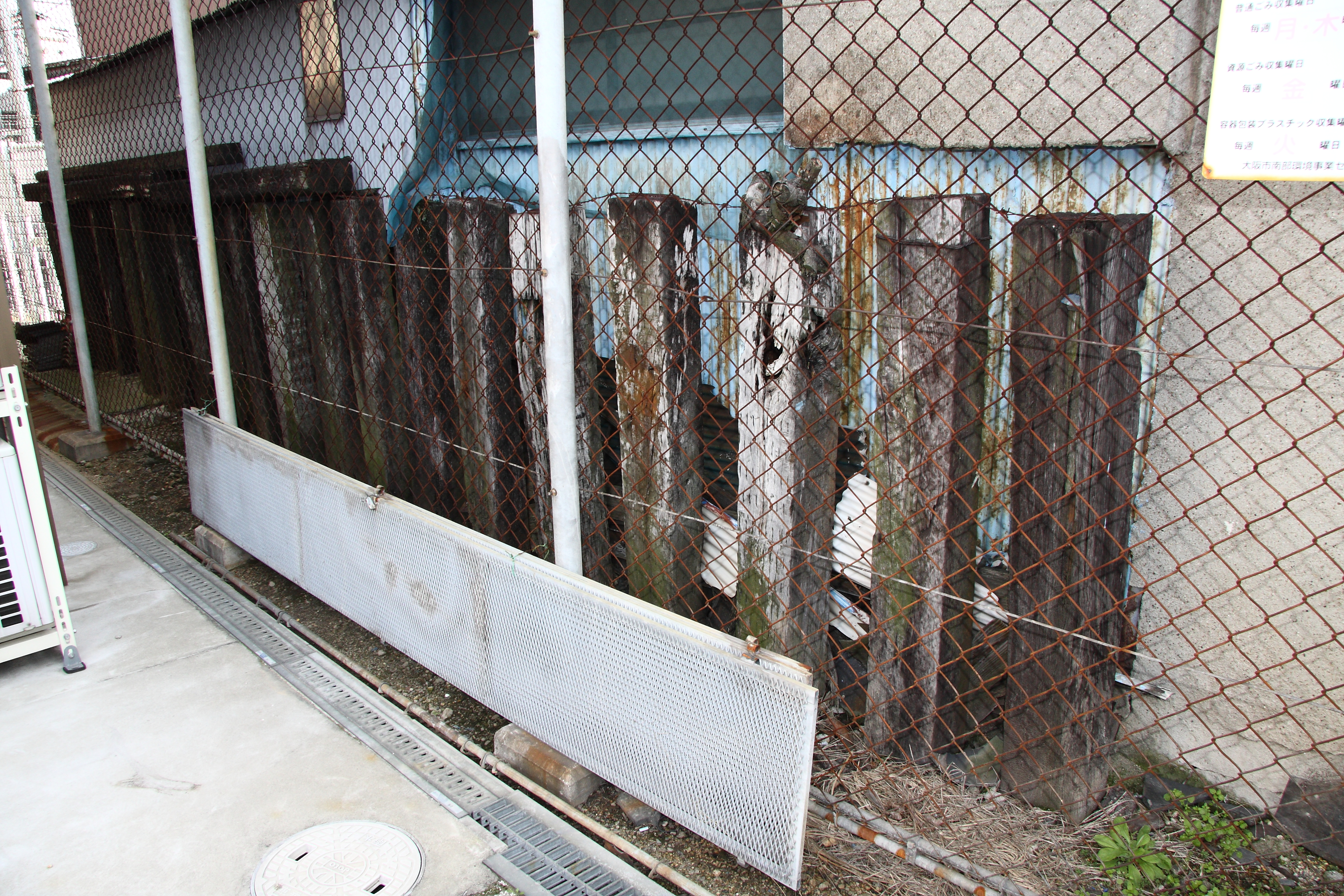
大阪市西成区天下茶屋1丁目付近（2010年）
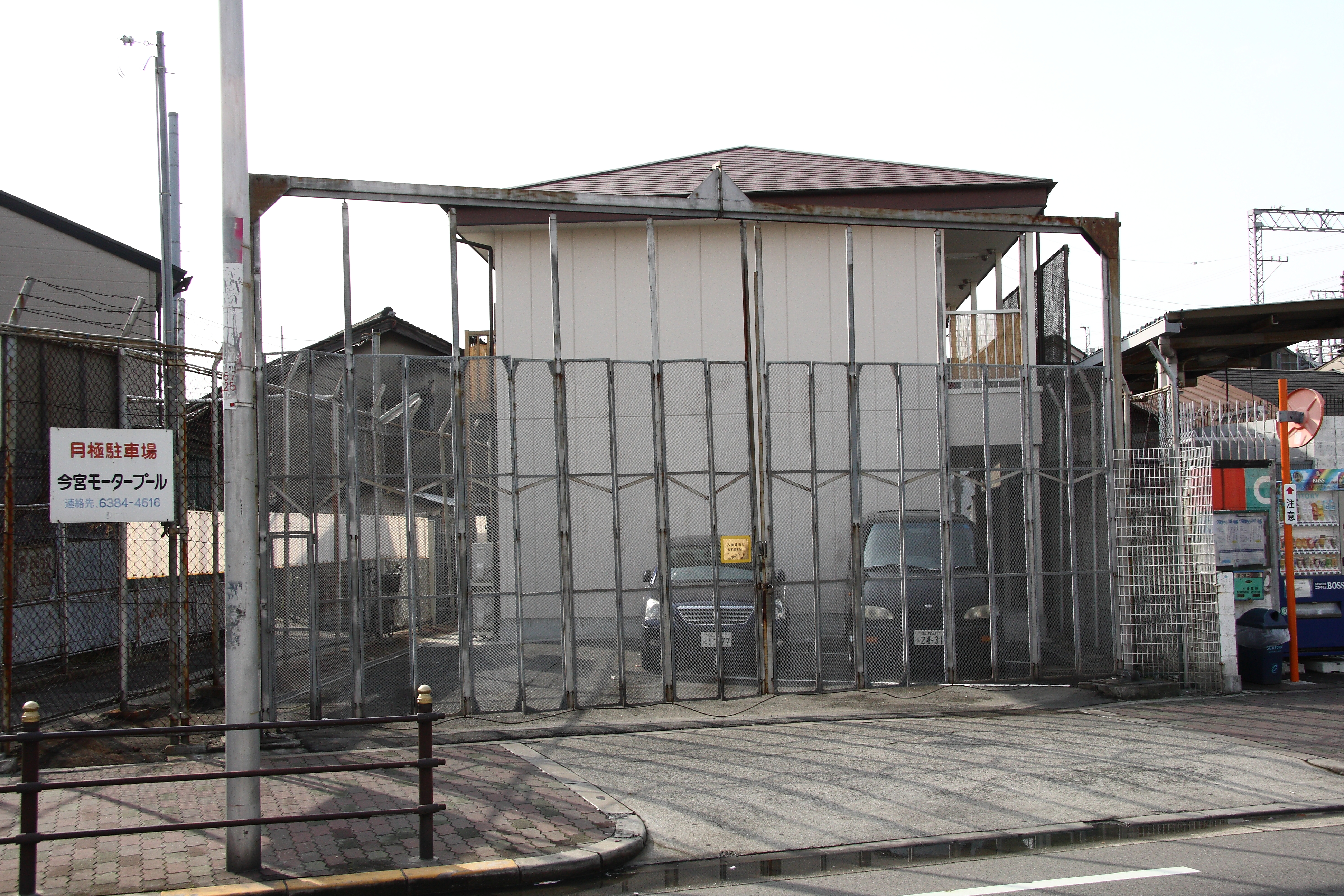
大阪市西成区天下茶屋1丁目付近（2010年）
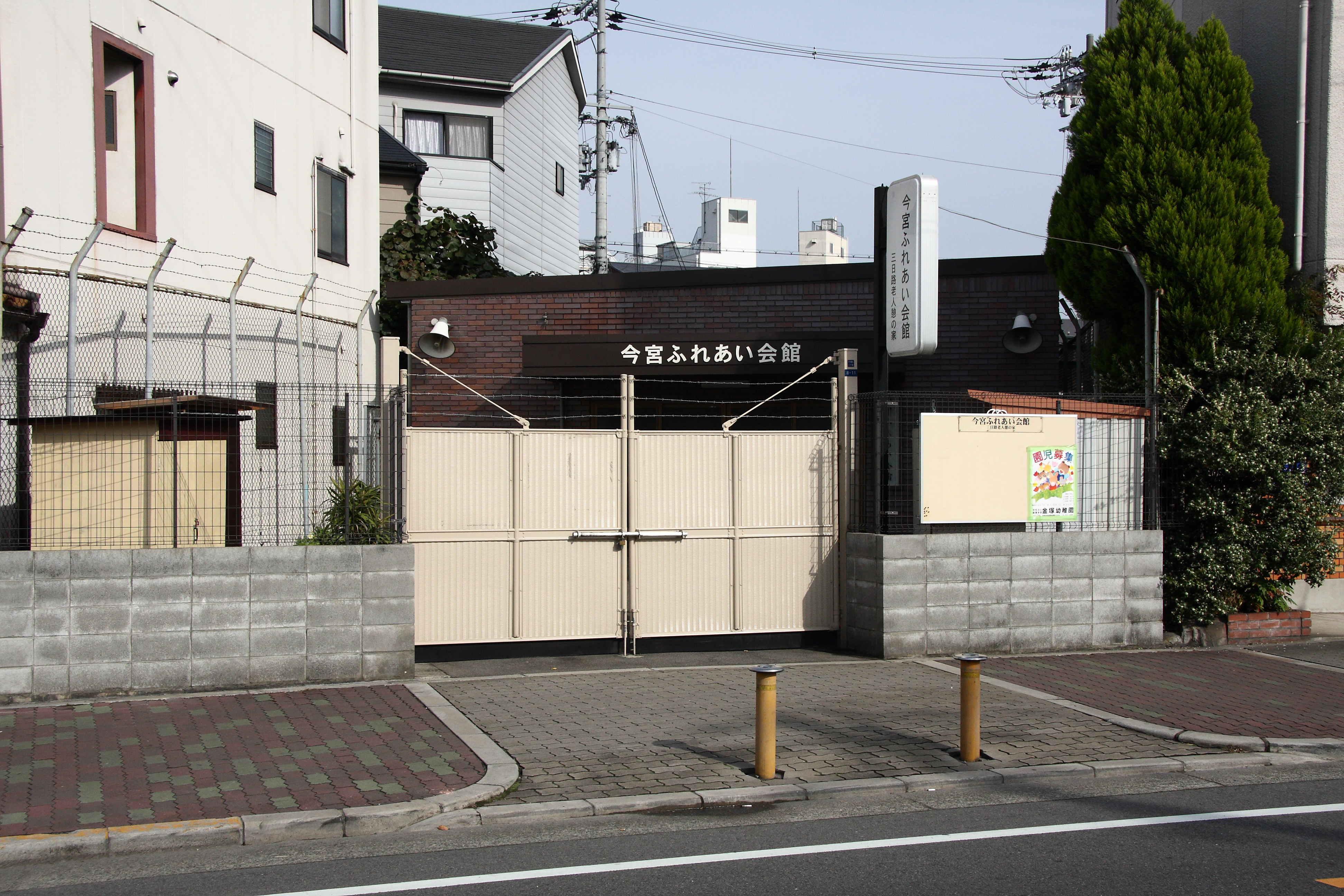
大阪市西成区天下茶屋北2丁目付近（2010年）
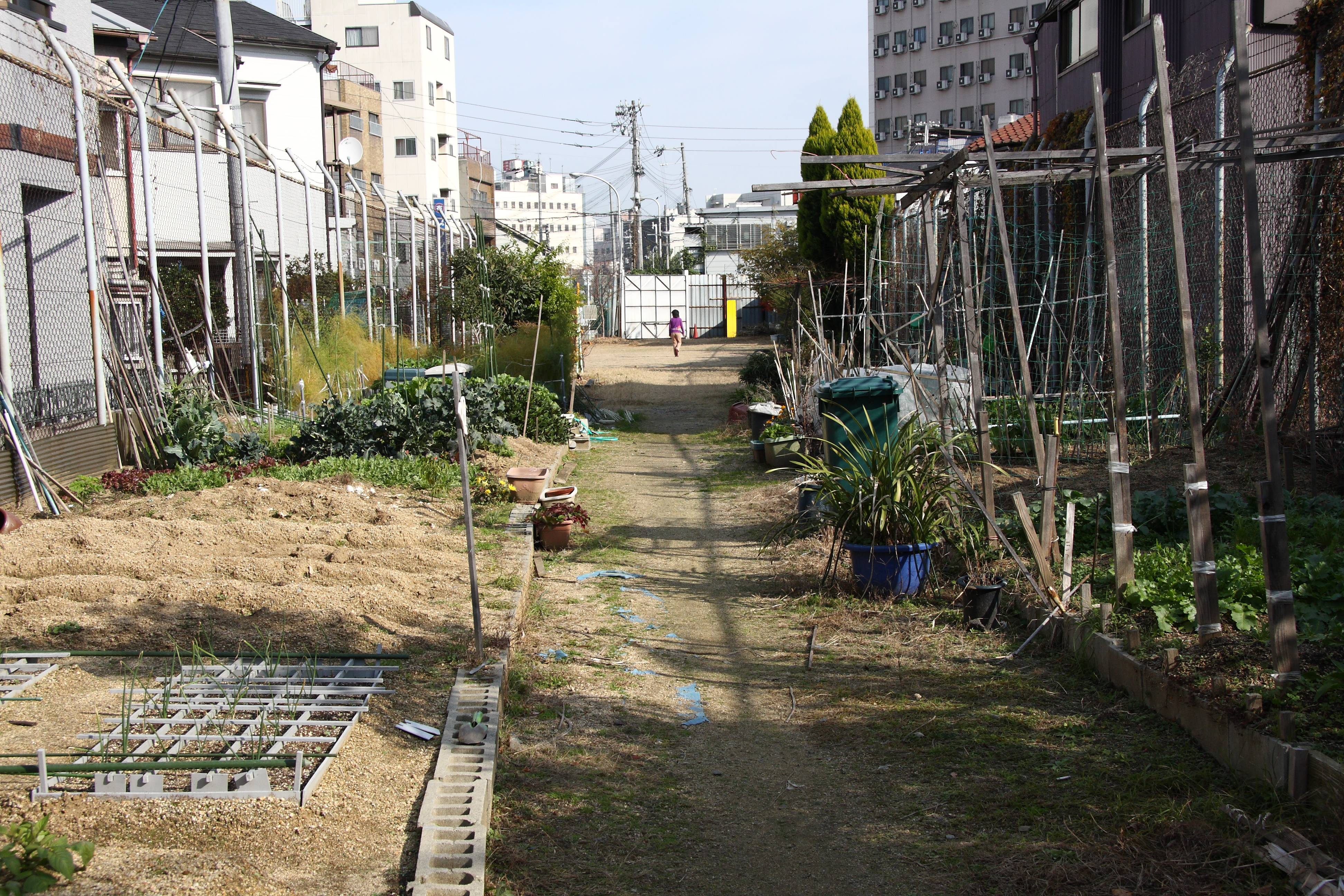
大阪市西成区天下茶屋北2丁目付近（2010年）
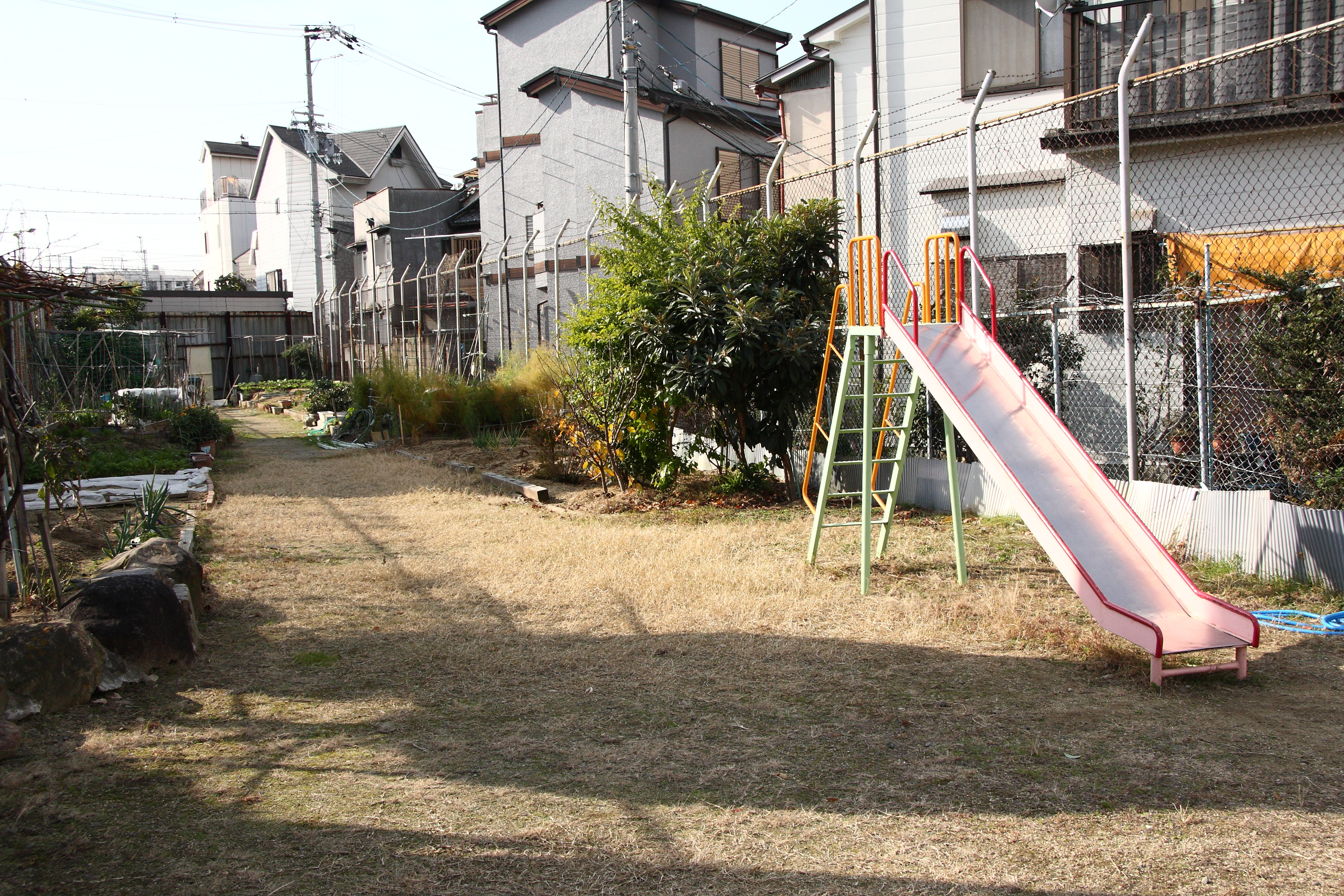
大阪市西成区天下茶屋北2丁目付近（2010年）
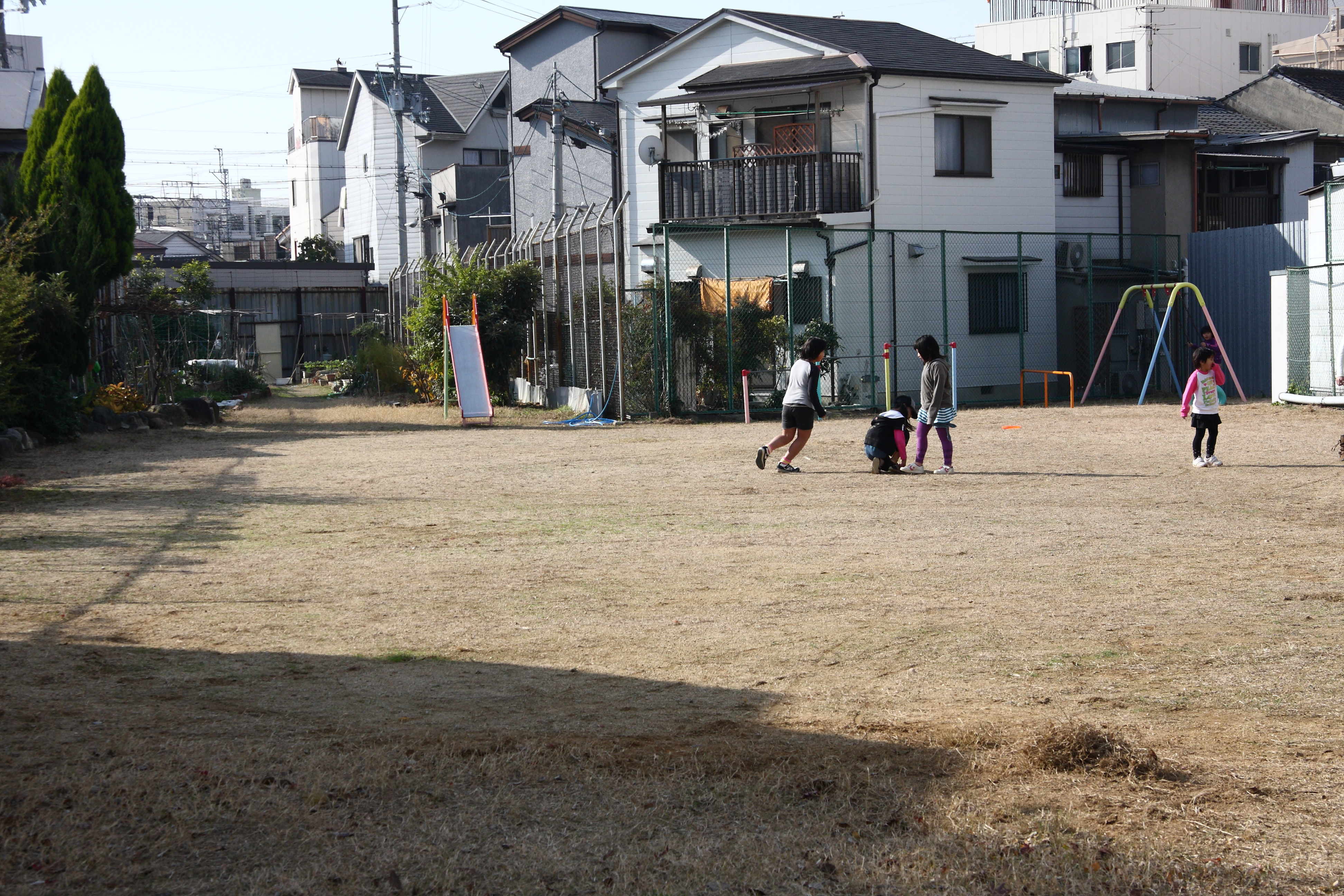
大阪市西成区天下茶屋北2丁目付近（2010年）
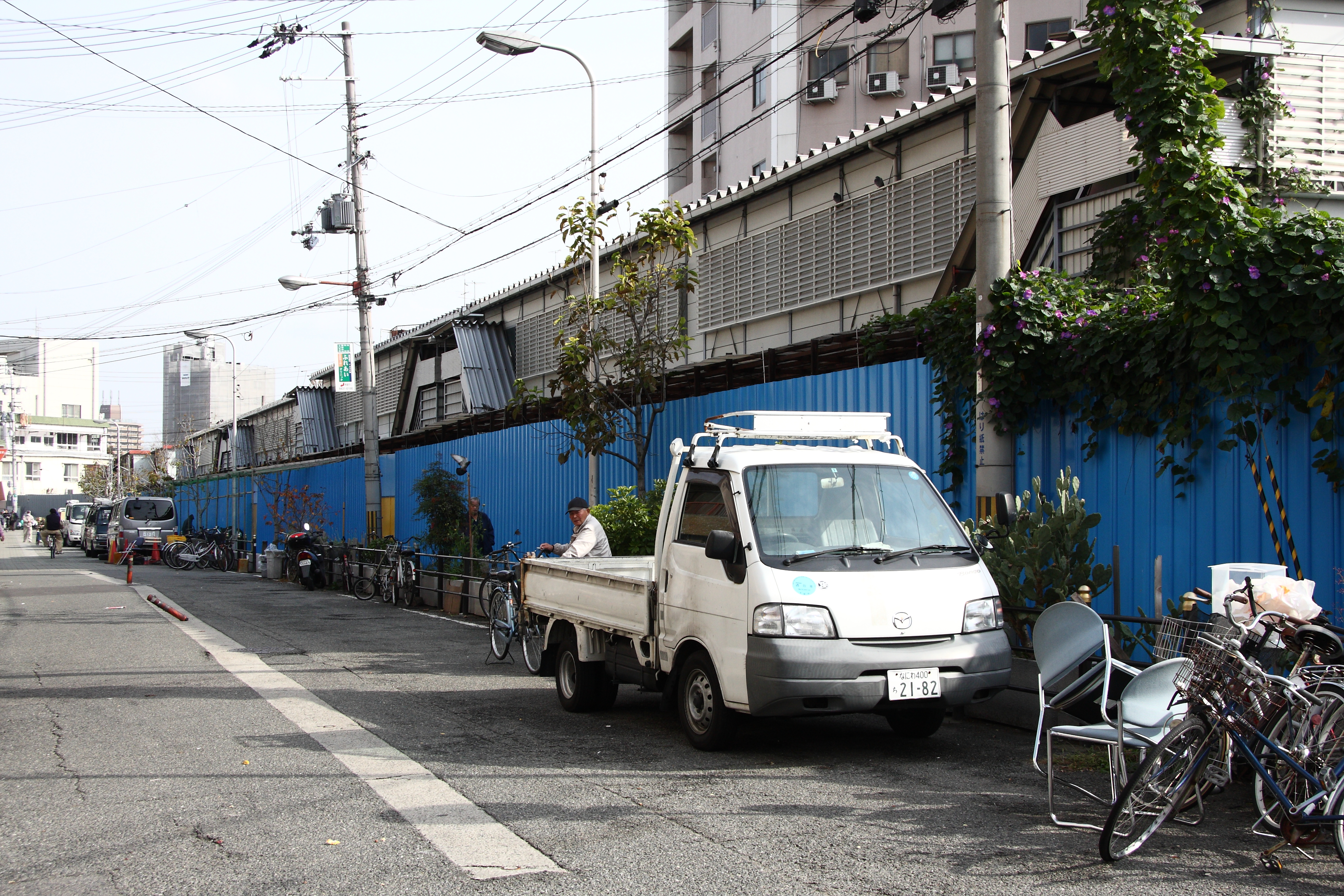
大阪市西成区萩之茶屋3丁目付近 三角公園横（2010年）
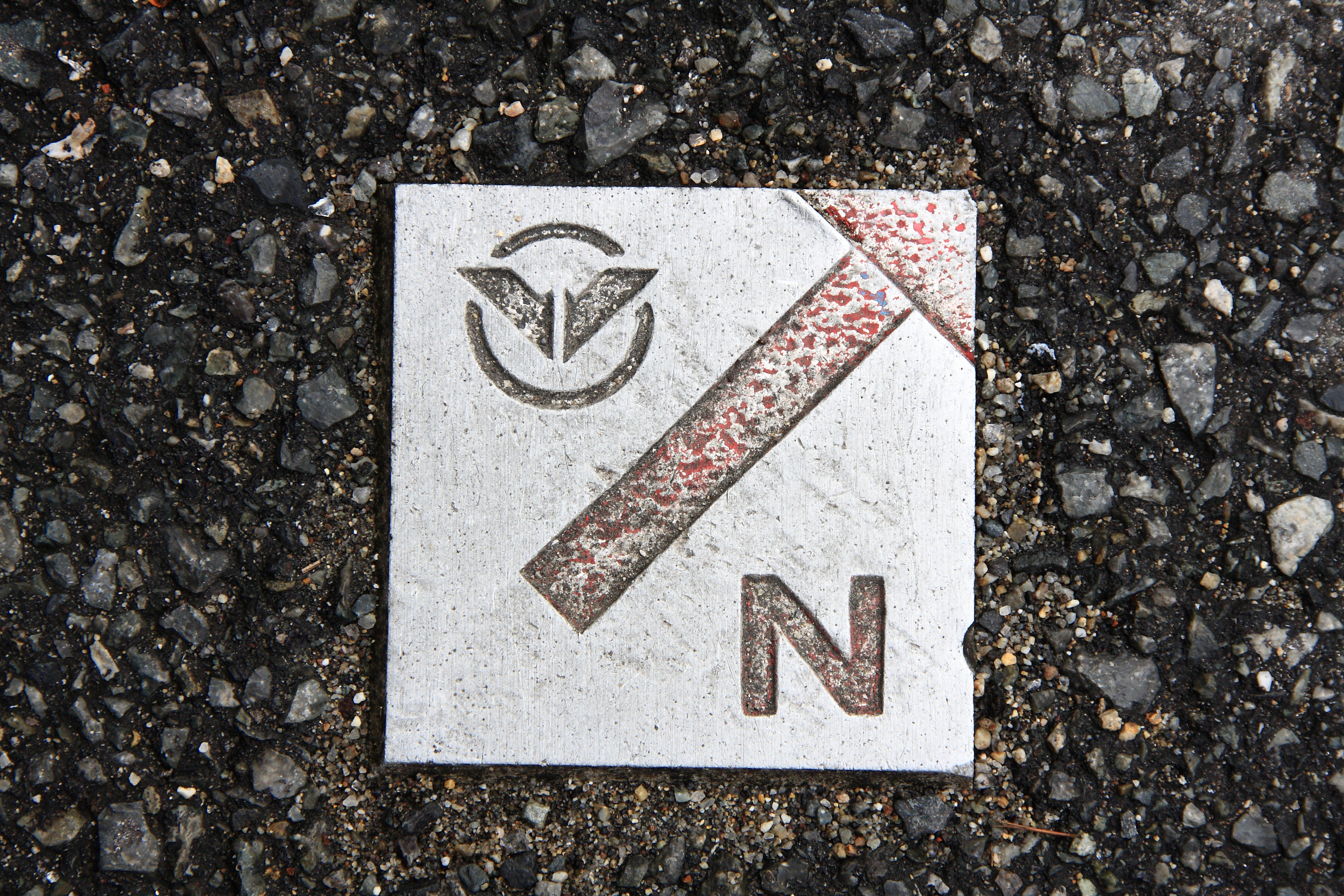
大阪市西成区太子1丁目付近（2010年）
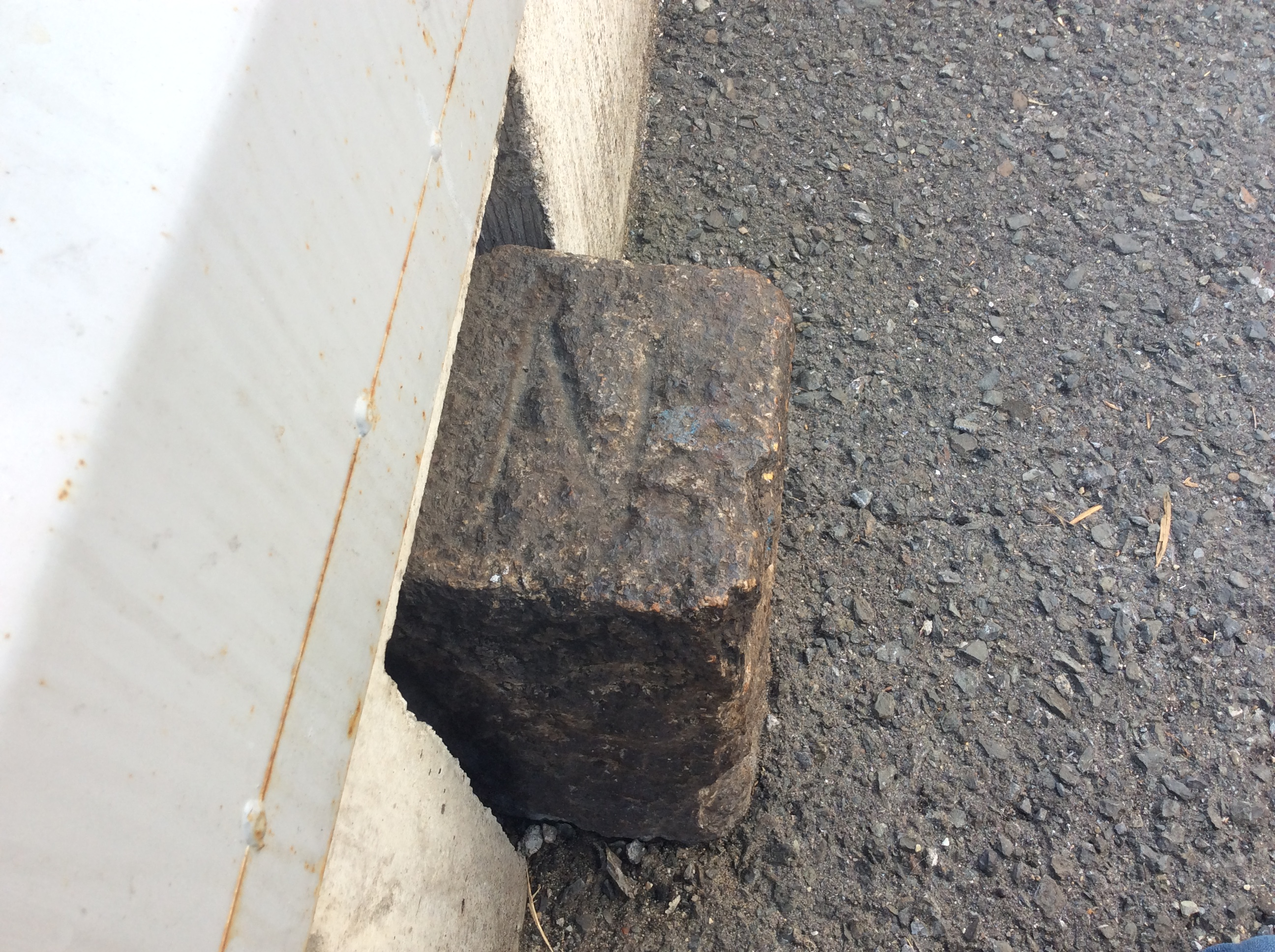
大阪市西成区太子1丁目付近（2019年）
大阪市西成区山王1丁目（山王みどり公園）付近（2019年）
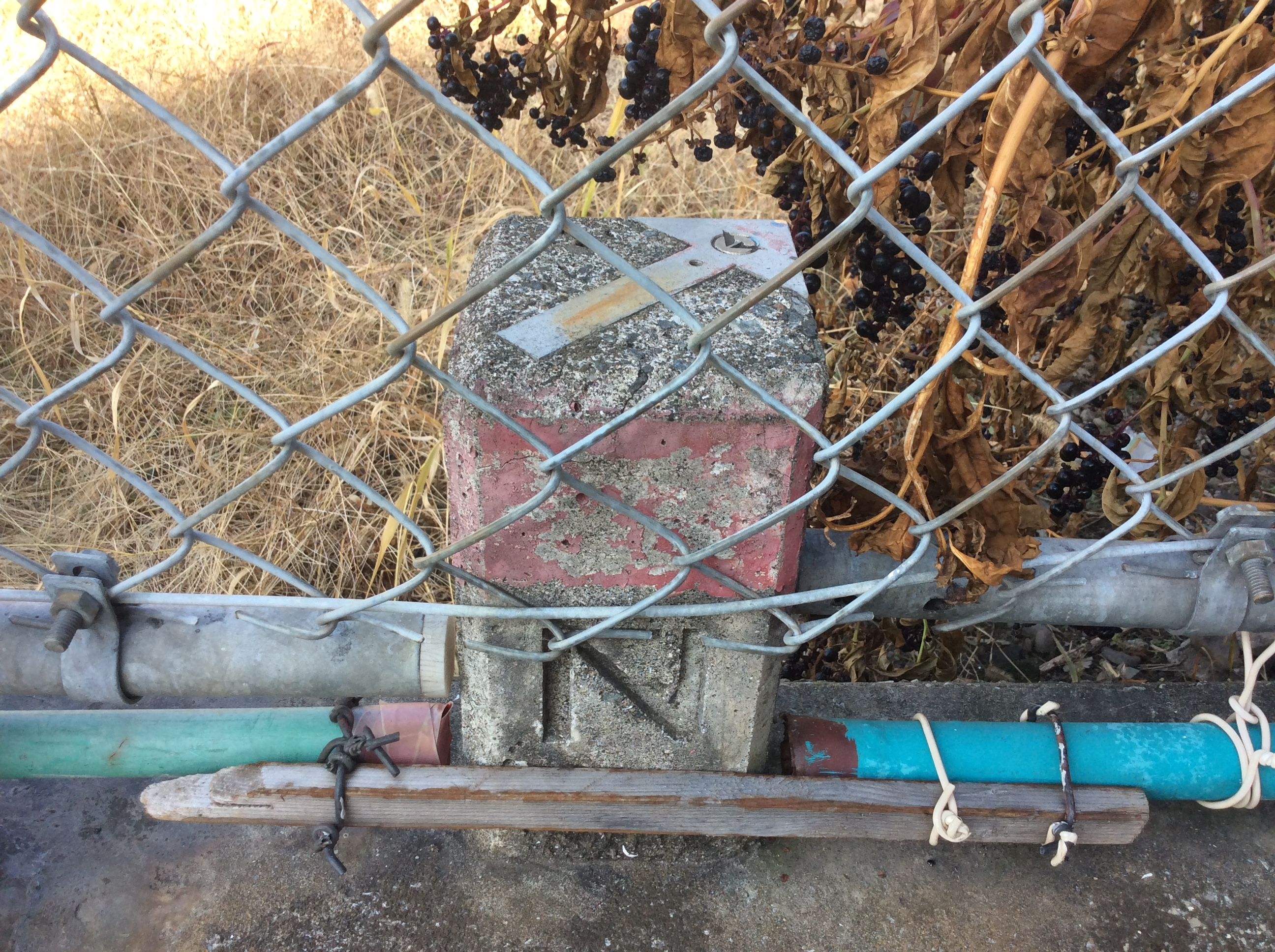
大阪市西成区山王1丁目（山王みどり公園）付近（2019年）
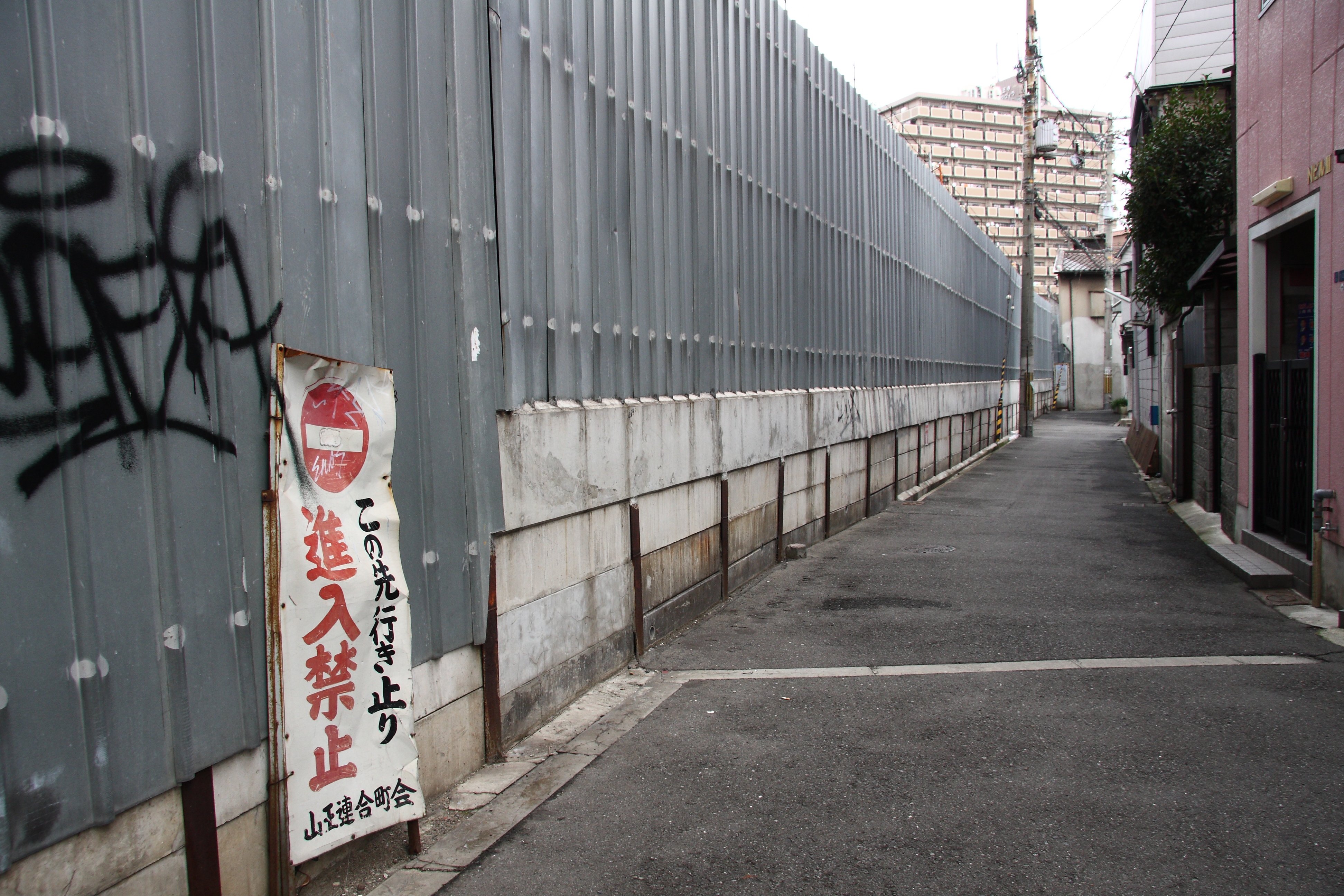
大阪市西成区山王1丁目（山王みどり公園）付近（2010年）
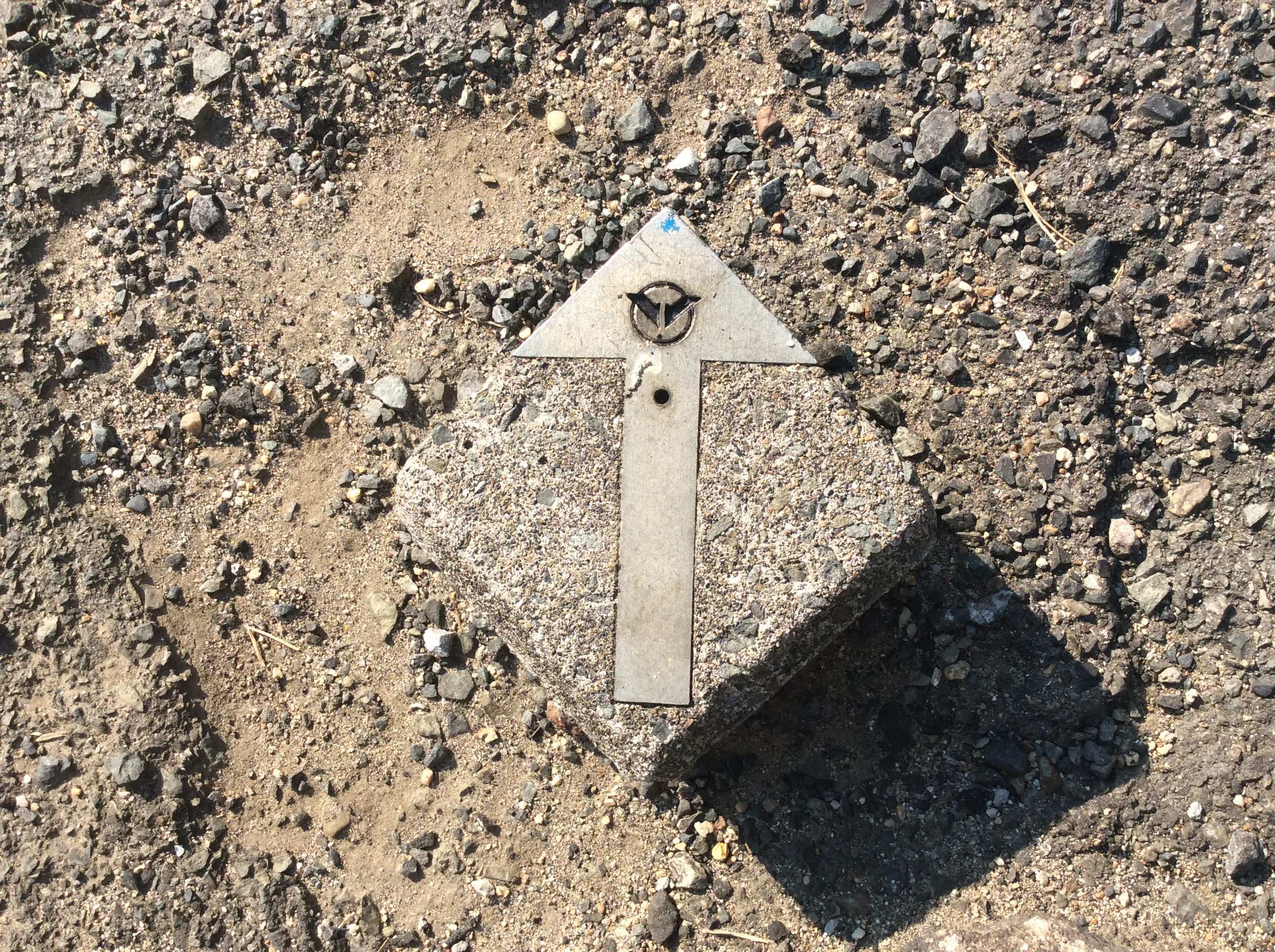
大阪市西成区山王1丁目付近（2019年）
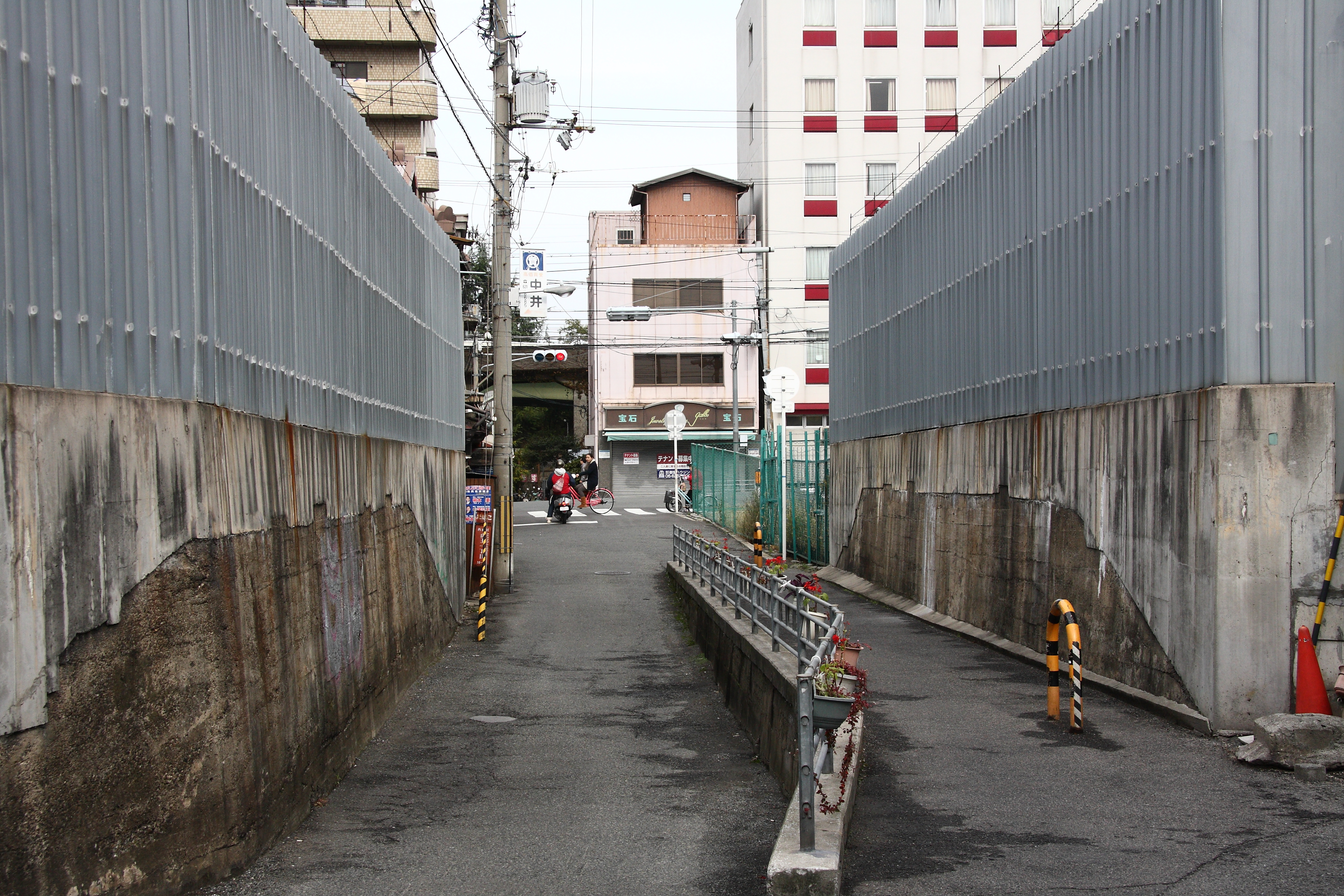
大阪市西成区山王1丁目付近（2010年）
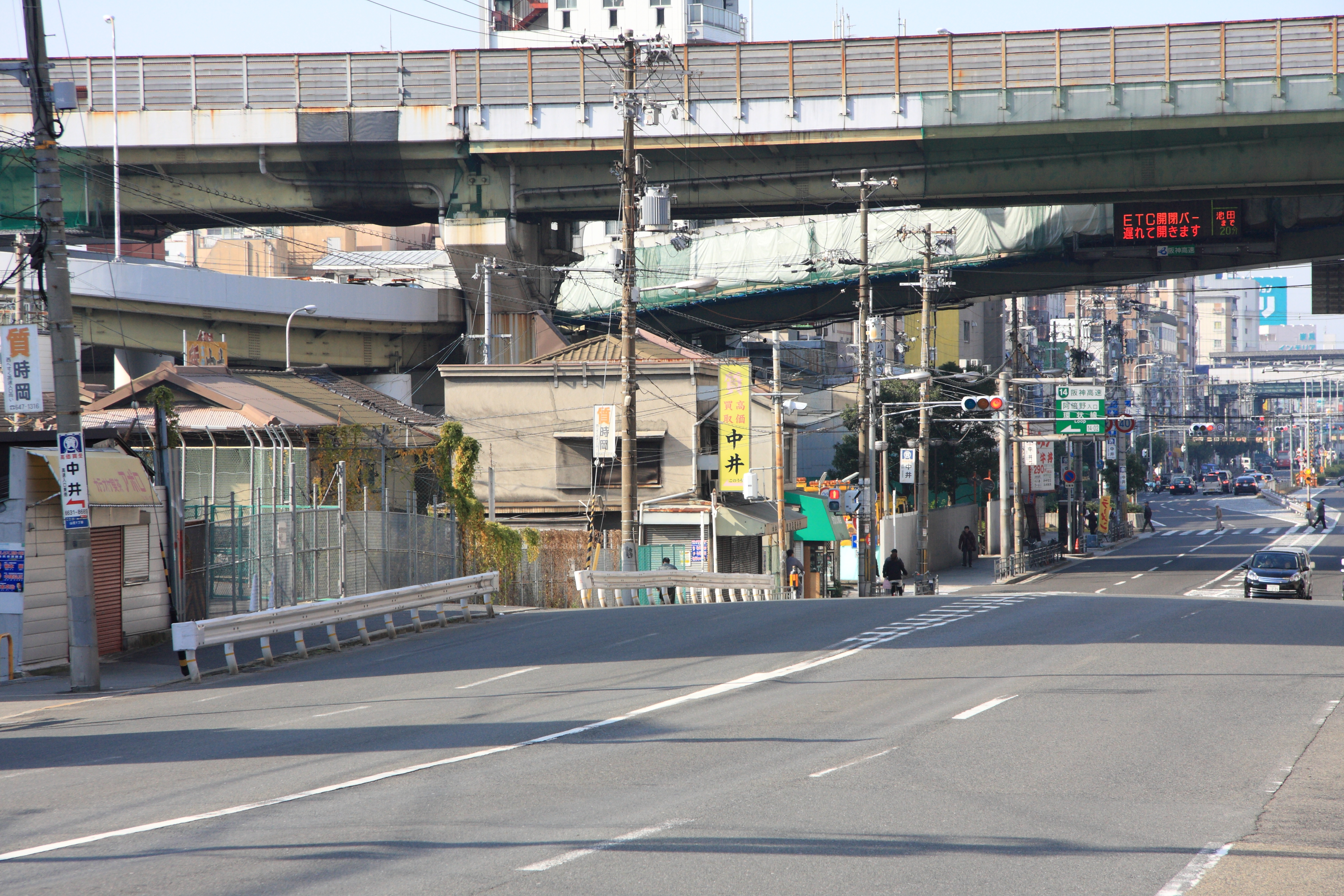
大阪市西成区山王1丁目付近（2010年）
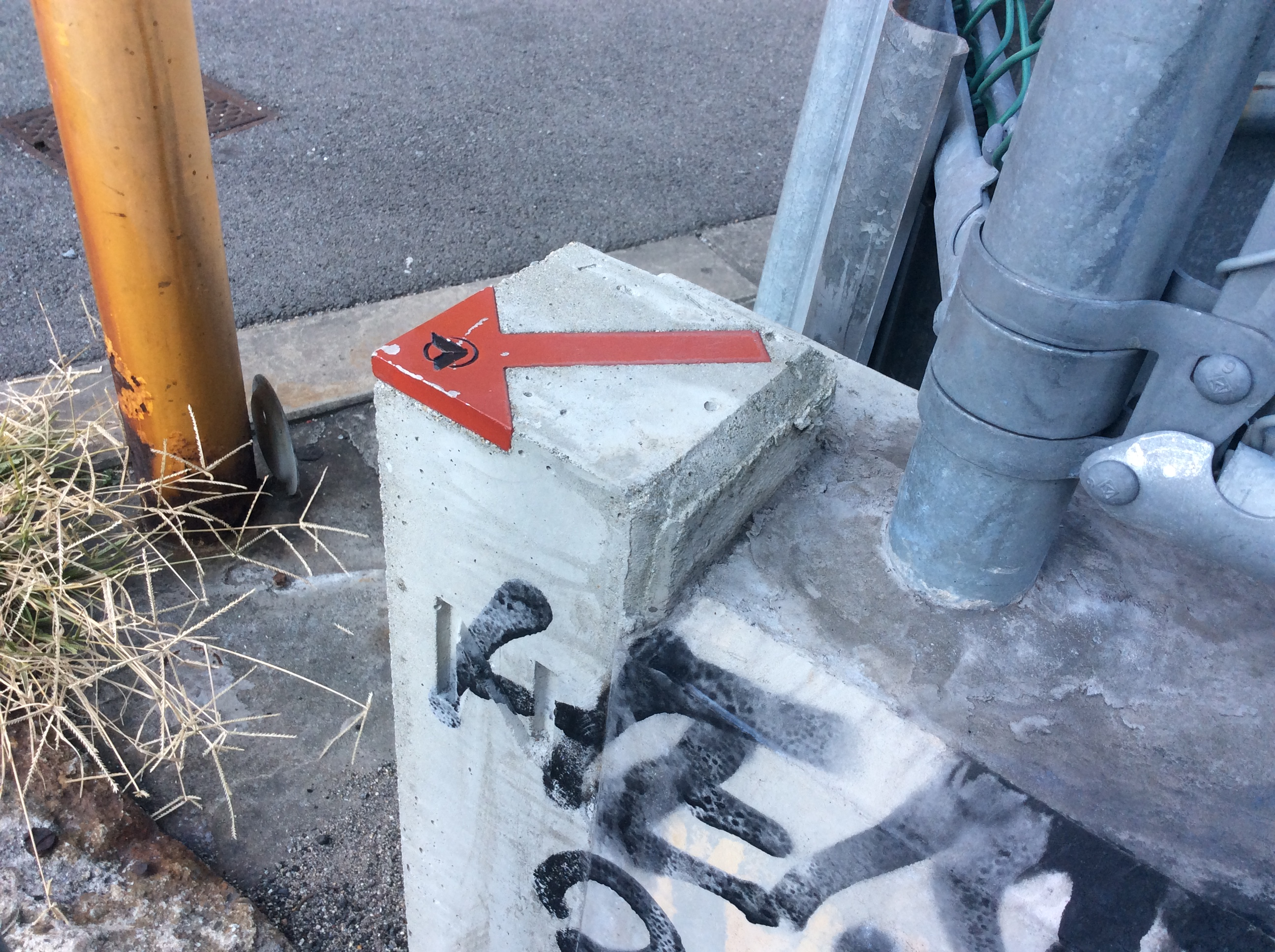
大阪市西成区山王1丁目（東横インあべの天王寺）付近（2019年）
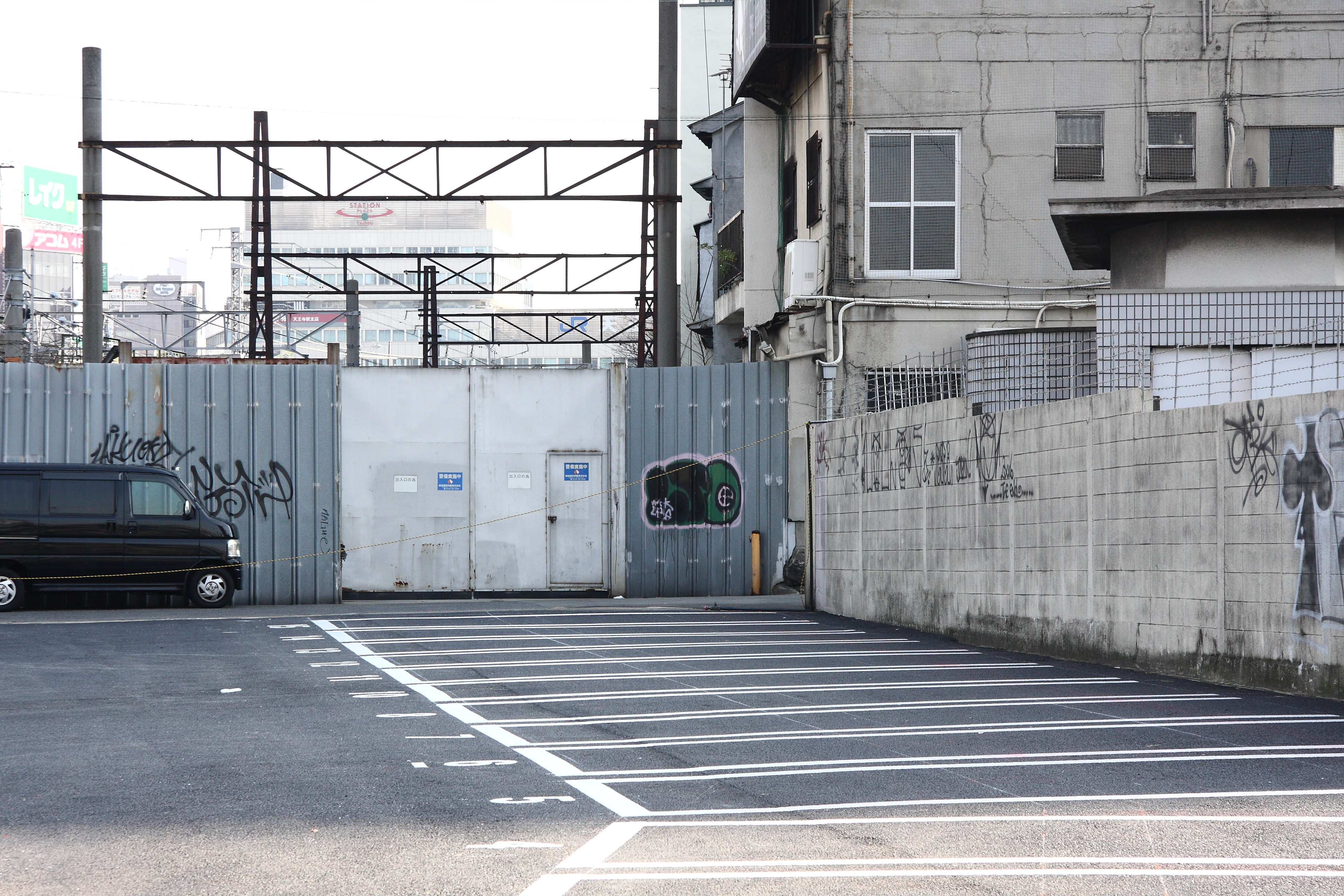
大阪市西成区山王1丁目（東横インあべの天王寺）付近（2010年）
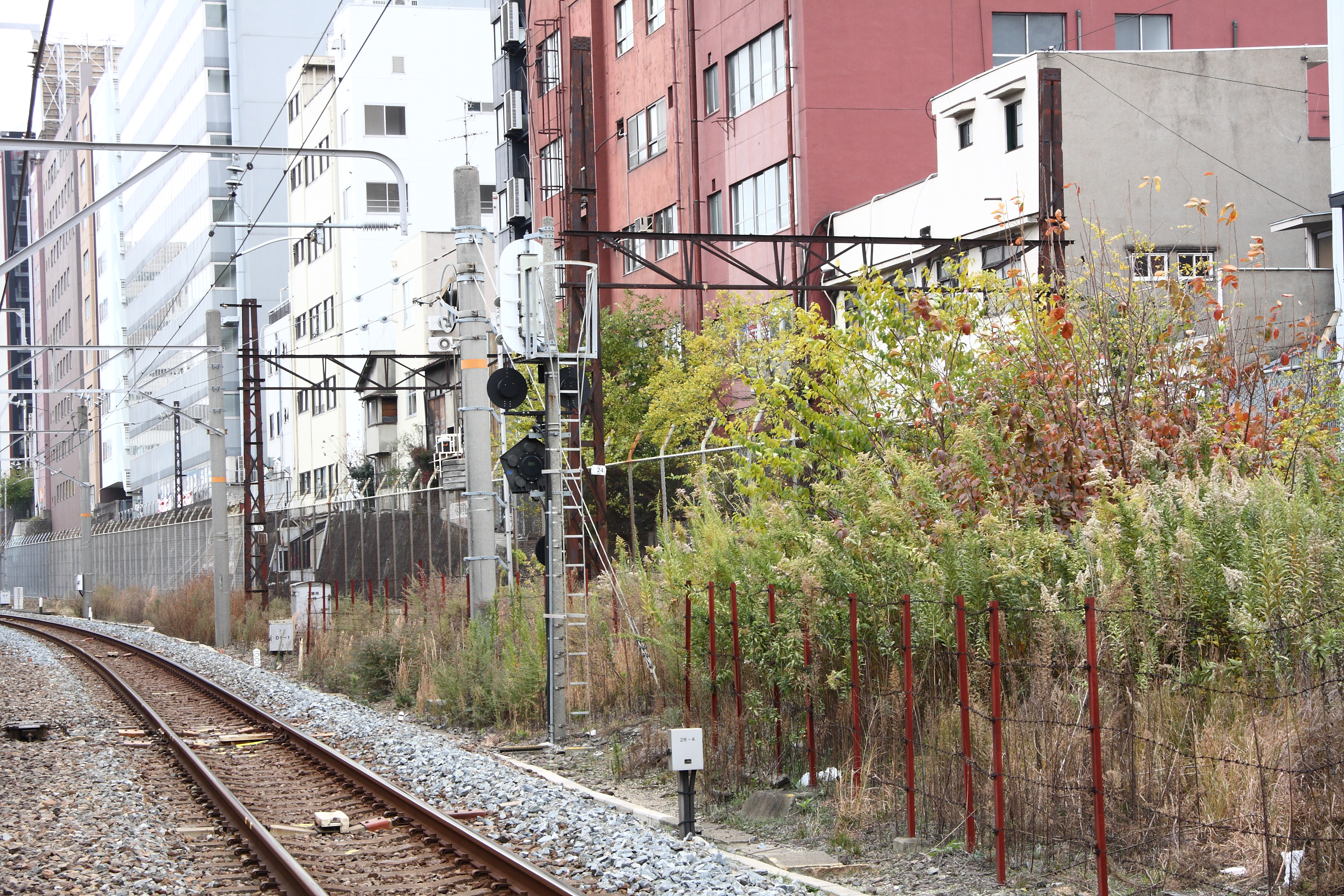
大阪市西成区山王1丁目（東横インあべの天王寺）付近（2010年）
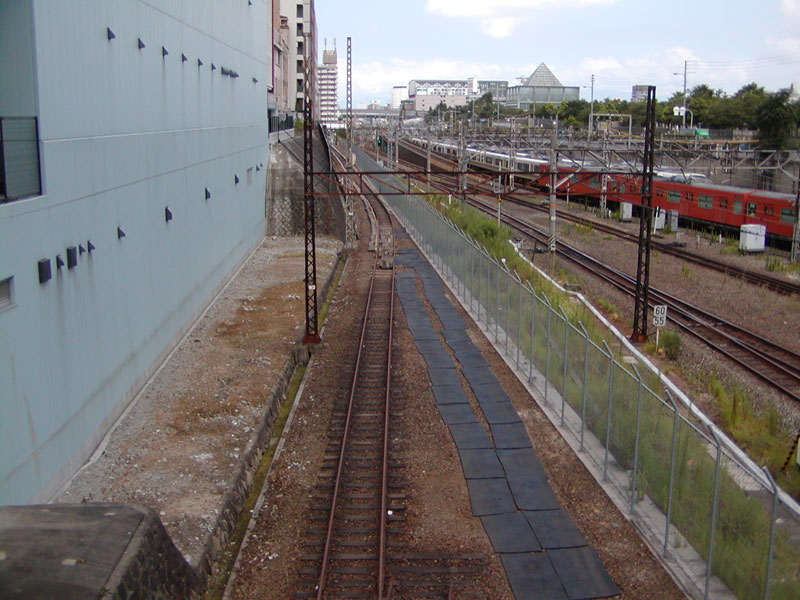
天王寺駅付近の廃線跡（2007年8月）
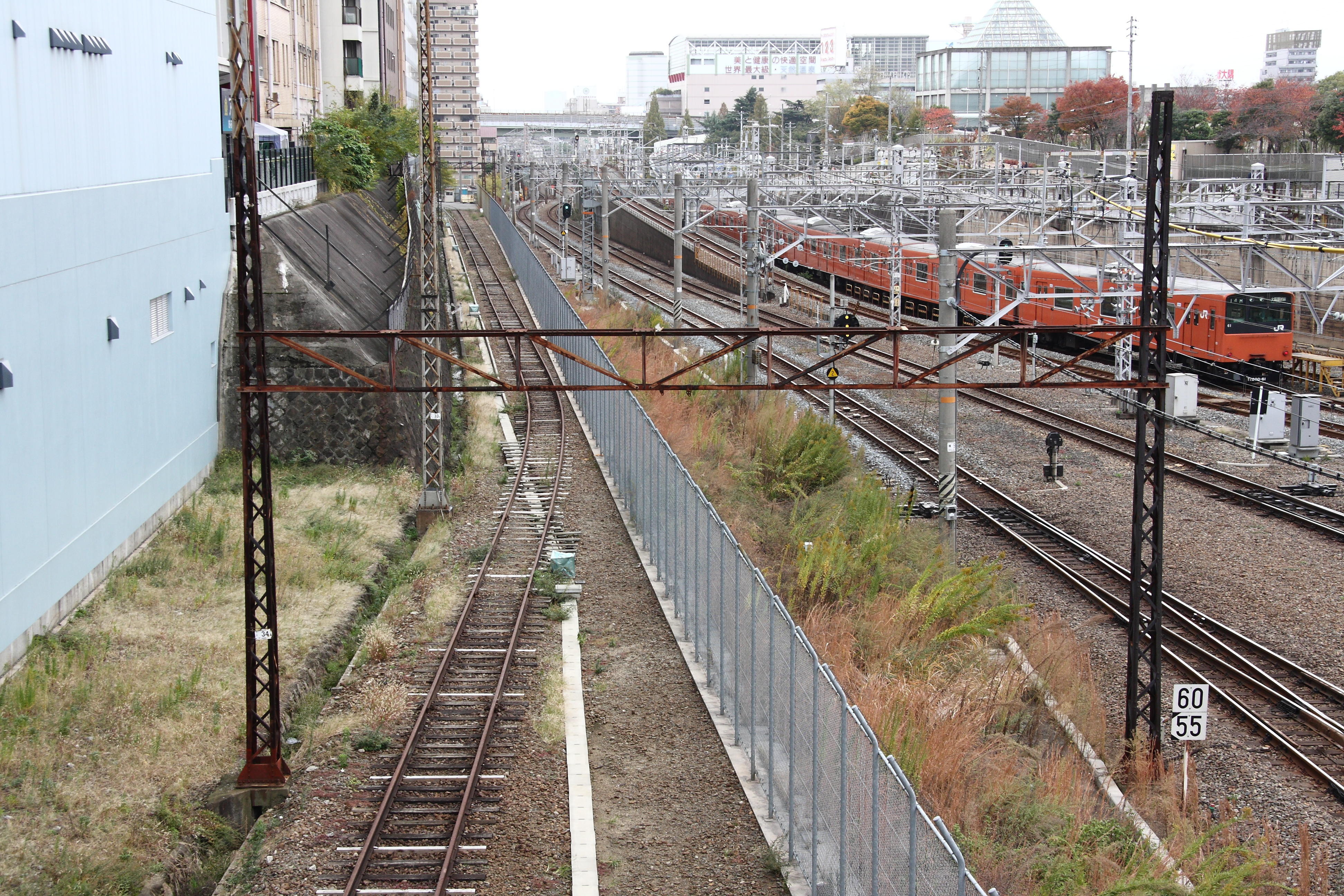
天王寺駅付近の廃線跡（2010年）
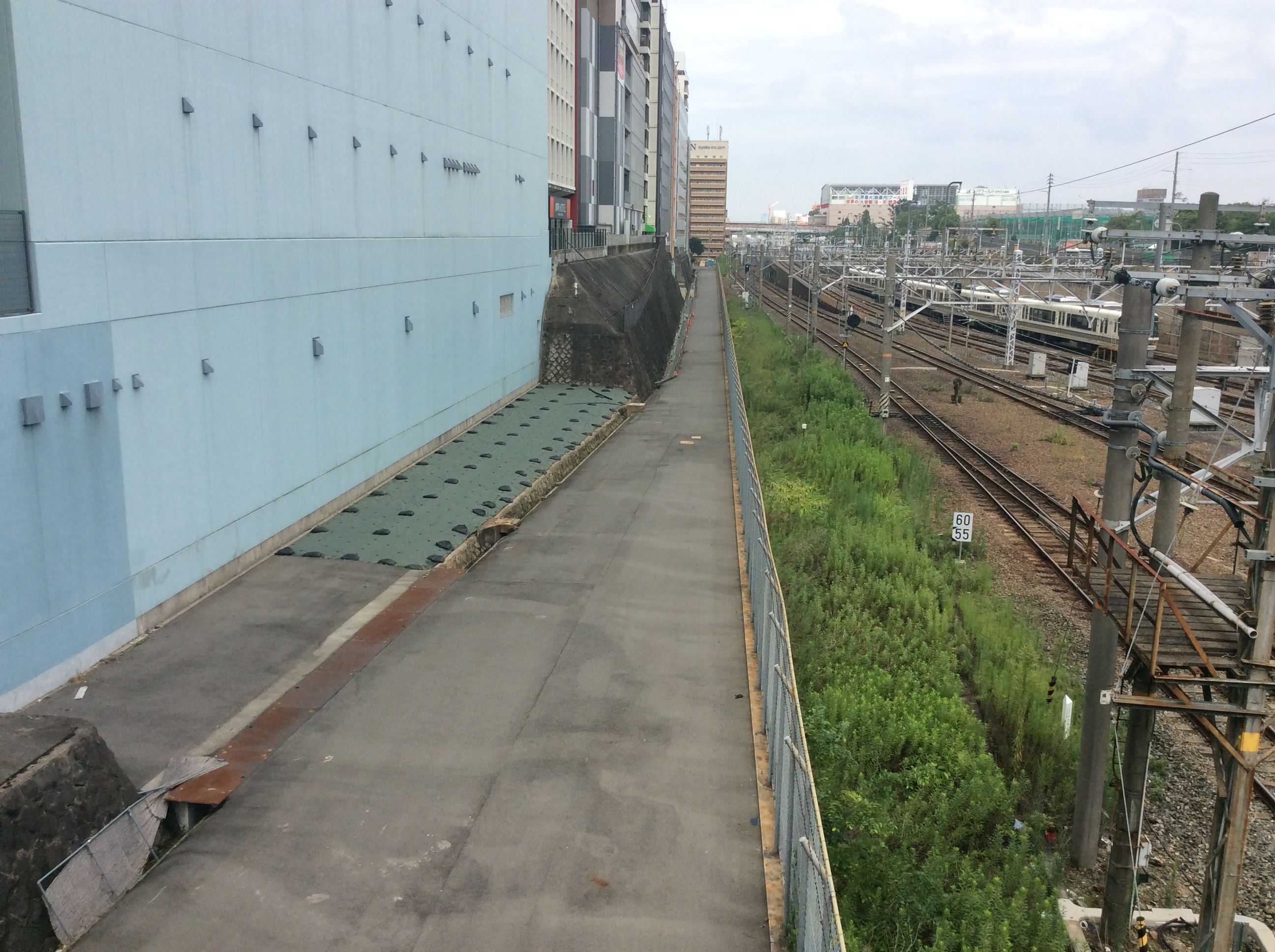
天王寺駅付近の廃線跡（2019年）

## 駅一覧
全駅大阪府大阪市に所在。
|            | 駅名       | 駅間キロ | 営業キロ | 接続路線・備考 | 所在地 |
| ---------- | ---------- | -------- | --- | --- | ------ |
| *1         | 天下茶屋駅 | -        | 0.0 | 南海電気鉄道：南海本線 | 西成区 |
| *1         | 曳舟駅     | 0.9      | 0.9 | 1949年に今池町駅に統合され廃止                                                                                                 | 西成区 |
| *1         | 今池町駅   | 0.2      | 1.1 | 阪堺電気軌道：阪堺線（今池停留場） 南海電気鉄道：平野線（今池駅）・南海本線（萩ノ茶屋駅：天下茶屋 - 今池町間廃止後の徒歩連絡） | 西成区 |
| *2         | 今池町駅   | 0.2      | 1.1 | 阪堺電気軌道：阪堺線（今池停留場） 南海電気鉄道：平野線（今池駅）・南海本線（萩ノ茶屋駅：天下茶屋 - 今池町間廃止後の徒歩連絡） | 西成区 |
| 大門通駅   | 0.3        | 1.4      | 1949年に今池町駅に統合され廃止 | | 西成区 |
| 飛田本通駅 | 0.1        | 1.5      | | | 西成区 |
| 天王寺駅   | 0.9        | 2.4      | 西日本旅客鉄道：大阪環状線・関西本線（大和路線）・阪和線 大阪市営地下鉄： 御堂筋線・ 谷町線 阪堺電気軌道：上町線（天王寺駅前駅） 近畿日本鉄道：南大阪線（大阪阿部野橋駅） | 天王寺区 |        |

1. 1984年11月18日廃止区間
2. 1993年4月1日廃止区間